# Surinaamse literatuur
De literatuur van Suriname omvat alle mondelinge en geschreven teksten en andere communicatieve uitingen (interacties) in een van de talen van Suriname, die een aspect van literariteit bezitten. Deze uitingen spelen een rol in het proces van de vorming van de tradities die de nationale identiteit van Suriname uitmaken. Surinaamse literatuur omvat mondeling overgeleverde (orale) literatuur en geschreven literatuur. De orale literatuur is nog steeds een uiterst vitale en authentieke uitingsvorm. De invloed van de orale cultuur is uit de geschreven letteren van Suriname niet weg te denken. Aan het einde van de 18de eeuw verschijnt de eerste autochtone geschreven Surinaamse literatuur.

## Talen
In Suriname worden tweeëntwintig talen gebruikt, waarvan enkele echter uitsluitend in niet-literaire situaties, bijvoorbeeld bij godsdienstige rituelen. De drie belangrijkste literaire talen zijn
- het (Surinaams-)Nederlands. Dit is de officiële landstaal en voor steeds meer mensen ook de moedertaal
- de lingua franca: het Sranantongo of Sranan. Dit is de taal die tijdens de slavernij is ontstaan. De verbindingstaal tussen de slaven die verschillende Afrikaanse talen spraken en hun slavenhouders, de taal wordt door de meeste Surinamers gesproken.
- het Sarnami, de taal van de Hindostaanse bevolkingsgroep.

In proza wordt het Nederlands het meest gebruikt. In de poëzie houden Nederlands en Sranantongo elkaar in evenwicht, terwijl het Sarnami eerst betrekkelijk recent, na 1977, belangrijk is geworden. Het Surinaams-Javaans, de taal van de op twee na grootste bevolkingsgroep, wordt slechts sporadisch geschreven, terwijl de orale literaire uitingen in die taal op het punt staan geheel te verdwijnen.
Andere talen die gesproken worden zijn het Hakka van de Chinezen, marrontalen zoals het Aukaans en het Saramaccaans en de verschillende talen van de inheemsen. Alle andere talen (en ook sommige inheemse talen) worden door hooguit enkele honderden mensen gesproken. Met de instroom van immigranten uit Brazilië is het Portugees als omgangstaal van deze groep ook meegekomen.

## Orale literatuur

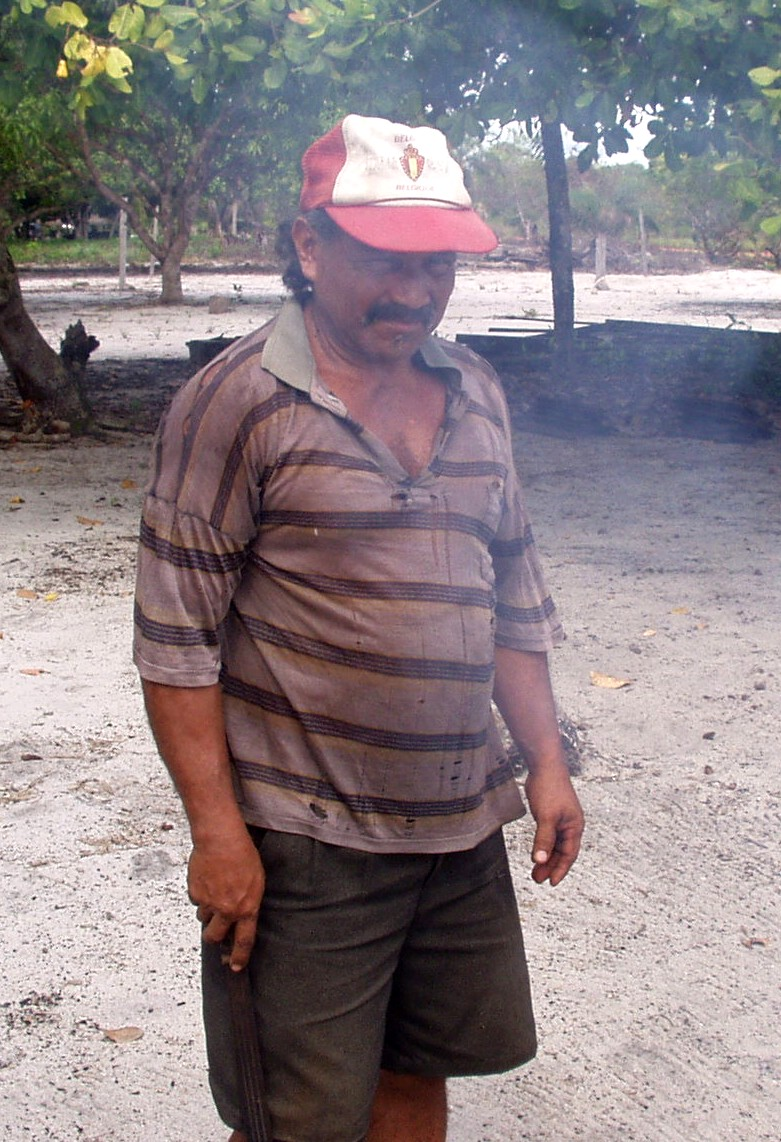
De kari'na verhalenverteller Leo Toenaé in de rook van zijn erf in Cabendadorp

Orale literatuur bezit een esthetische functie en functioneert in een holistisch kader: het onderscheid tussen sacrale en profane teksten, tussen amusement en onderricht is veelal minder scherp dan in de westerse culturen. Er is een complexe samenhang tussen status en structuur van orale teksten en de wijze waarop de tekst gebracht wordt. De ritual performance is van groot belang en teksten maken bijna altijd deel uit van een groter geheel met zang en dans.
De oudste bewoners van Suriname zijn de indianen, of inheemsen. De twee grootste groepen zijn de Kari'na (of Karaïben) en de Lokonon (of Arowakken) die, evenals de kleinere stam der Warau, in de kuststreek wonen. De Tarëno (of Trio), de Wayana en de Akuriyo wonen allen diep in het binnenland, niet ver van de Braziliaanse grens. Elk van deze volkeren heeft eigen verhaalgenres, liedgenres en spreekwoorden. Vertellingen en liederen met bijzondere magische kracht worden gekend door de pyjai, de sjamaan die bij alle volkeren een cruciale rol vervult. Natuur en bovennatuur, mens en dier vormen voor de inheemsen een onverbrekelijke eenheid. Verhalen werden vastgelegd van en door onder meer Nardo Aluman, A.C. Cirino, Ririhpë, Emelina Sabajo, Tëmeta Wetaru en Fillia Afosoe.

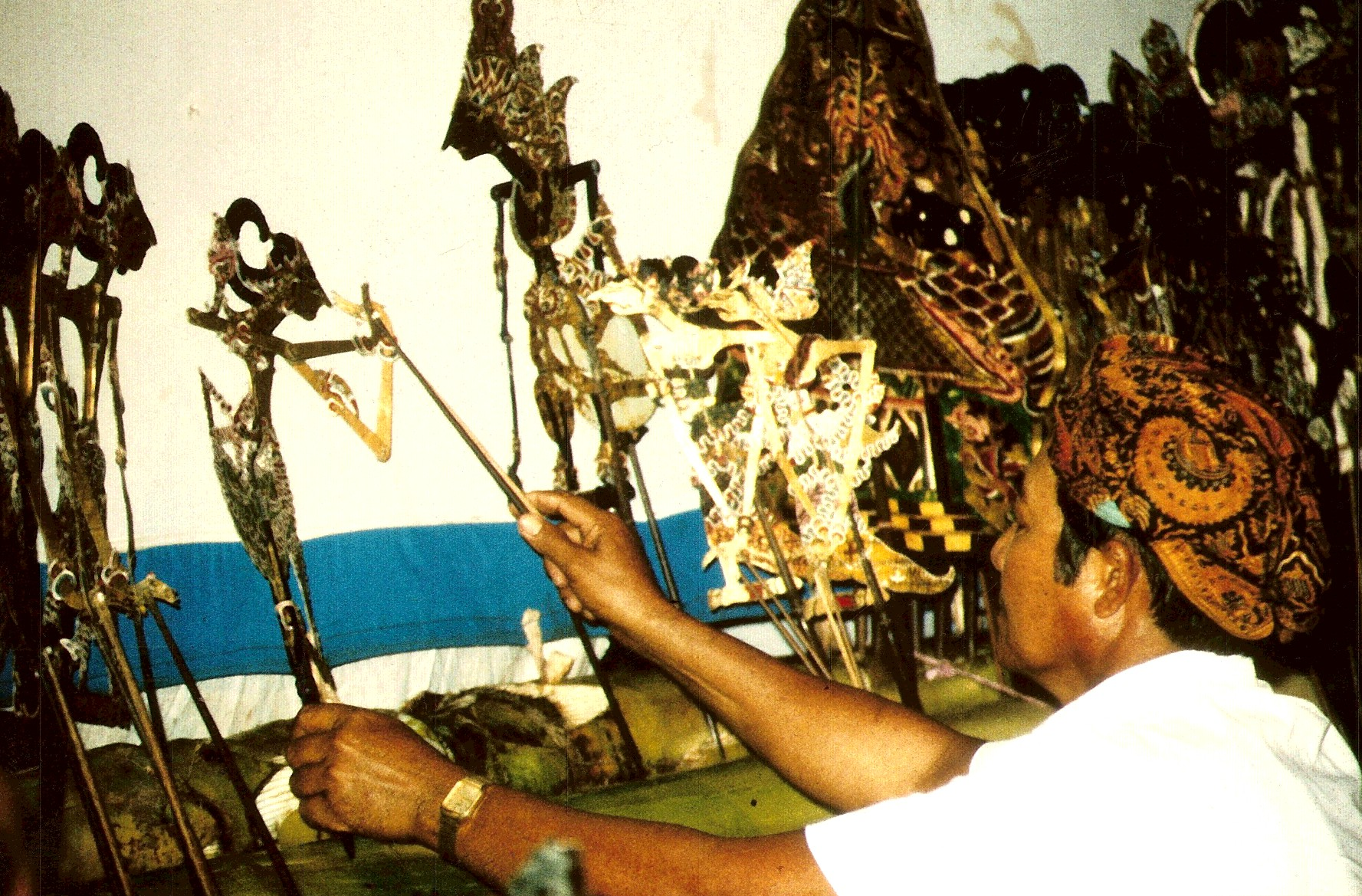
Een Surinaams-Javaanse dalang speelt wajang, poppenspel met leren en beschilderde poppen

De Afro-Surinamers, nakomelingen van uit Afrika aangevoerde slaven, worden onderscheiden in marrons (in het binnenland) en creolen (in stad en kuststreek). Hun orale cultuur staat sterk in het teken van de winti, de Afro-Surinaamse religie en levenswijze. Van de zes marronvolkeren zijn de Saramaccaners en de Aukaners de grootste. Kleiner zijn de Matawai, de Paramaccaners, de Aluku en de Kwinti. Elk van deze volkeren heeft eigen verhalen, liederen, dansen, spreekwoorden en raadsels en het vertellen, zingen en dansen heeft telkens bijzondere vormen. Bij de creolen vormen de Anansitori’s een bijzonder genre: uit Afrika geërfde vertellingen rond de spin Anansi, die in de harde slaventijd een bijzondere identificatiefiguur werd en nog steeds in allerlei gedaantes zeer populair is. Twee belangrijke creoolse vertellers waren Aleks de Drie en Harry Jong Loy.

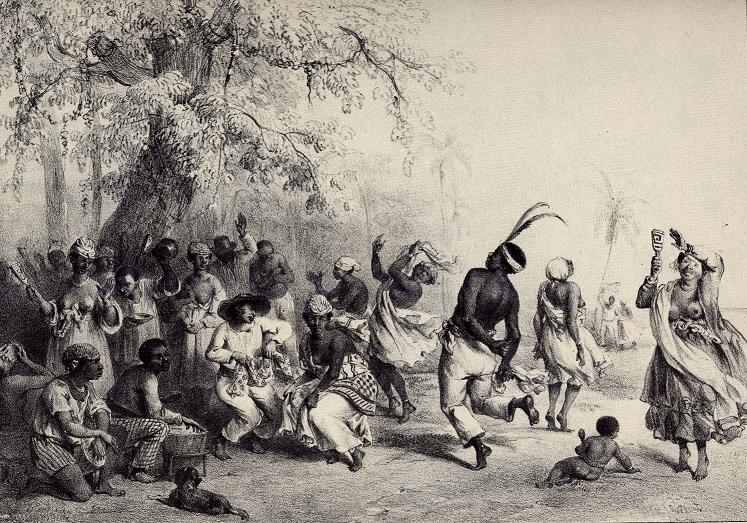
Voorstelling van de Doe volgens P. J. Benoit (1839)

Het sacrale dansritueel van de creolen heet wintipré (spel van de geesten). Daarnaast zijn er verschillende vormen van profane spelen, die alle elementen van creools verzet tegen de koloniale overheerser in zich dragen. De Doe is een gedramatiseerd spel met vaste karakters en werd al in de slaventijd als grootse muzikale komedie gebracht; lobisingi en laku zijn van latere datum.
Ook de latere immigrantengroepen brachten eigen cultureel erfgoed mee en gaven dat in de loop der jaren een eigen Surinaamse gedaante.
In de Hindostaanse cultuur spelen het oude religieuze gedachtegoed en de oude grote epen als Rámáyana en het Mahábhárata nog altijd een belangrijke rol. Jaarlijkse opvoeringen van het Rámlilá, Spel van Ram, vinden een talrijk publiek. Op tal van verhaal-, toneel- en liedvormen begon het leven in de contracttijd en daarna een stempel te zetten. Zeer populair werd de baithak gáná, die aanvankelijk een begeleidingsmuziek bij toneelopvoeringen was, maar zich geleidelijk aan tot een eigen genre met Surinaamse teksten ontwikkelde. Ook de van Java gekomen contractarbeiders gaven hun cultuuruitingen een Surinaamse gedaante, zoals de verteller Toepon Semoedi liet zien met zijn verhalen. Ook in zang, wajang (schimmenspel), toneel, cabaret en dans (de jaran képang, paardendans) manifesteerde zich het Surinaams-Javaanse cultuurgoed. De andere bevolkingsgroepen (Chinezen, Libanezen, joden) zijn minder nadrukkelijk met eigen manifestaties van cultuur aanwezig in het Surinaamse spectrum.

## Geschreven literatuur

### 16de en 17de eeuw

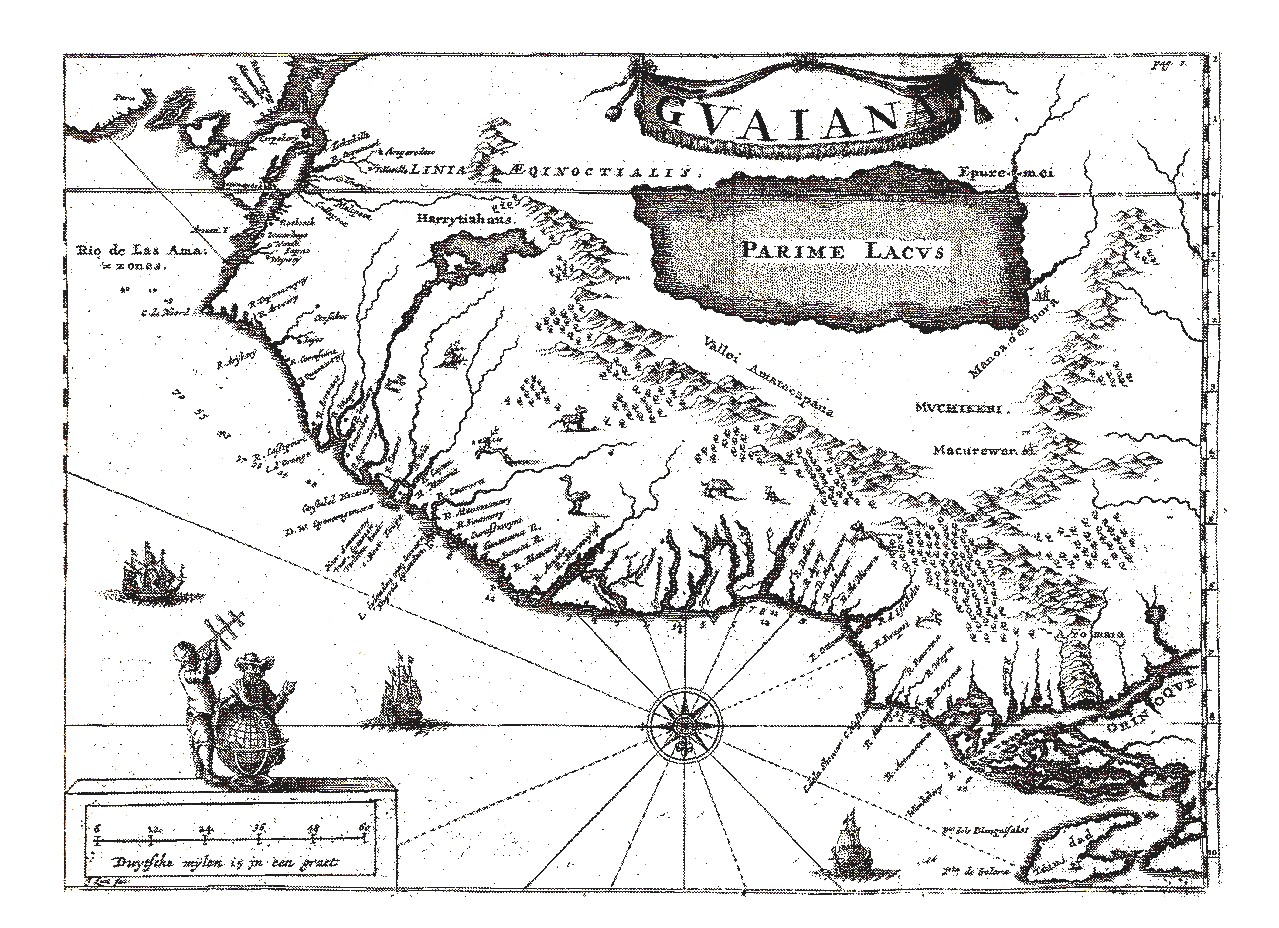
Kaart van de Guyana's uit de 17de eeuw waarop het meer Parima staat aangeduid

De eerste ontmoetingen met de oudste inwoners van Guyana, de 'indianen', leverden vooral veel op aan mythologische beeldvorming. Ongetwijfeld hebben vroegste reisverslagen bijgedragen aan het geloof in het goudmeer Parima (Eldorado) en daarmee de aantrekkingskracht van het gebied op avonturenzoekers vergroot. Eerst tegen het einde van de 17de eeuw werden de voortdurende schermutselingen tussen de Europese mogendheden tot een (voorlopig) einde gebracht, toen bij de Vrede van Breda in 1667 het grondgebied van wat tegenwoordig Suriname en een groot deel van Guyana is, toeviel aan de Republiek der Verenigde Nederlanden. De – soms nog gefantaseerde – contouren van het land Suriname rezen vooralsnog alleen op uit Europese, en dan vooral Nederlandse bronnen, die om die reden deel uitmaken van het verhaal over de vroegste fase van de wording van de Surinaamse letteren. Van een 'Surinaamse' geschreven literatuur kan nog niet gesproken worden: het zijn allerlei soorten verslagen, dagboeken, pamfletten en zeemansliedjes die de tekstuele getuigen zijn van een koloniale samenleving-in-wording. Bij de slavenmaatschappij werden geen vraagtekens gezet; het geslacht van Cham was immers tot onderwerping voorbestemd. Fictie is er in deze eeuwen niet geschreven, maar sommige teksten, zoals het dagboek van Elisabeth van der Woude, dat dateert van 1676, kan een esthetische kwaliteit niet ontzegd worden.

### 1700-1775

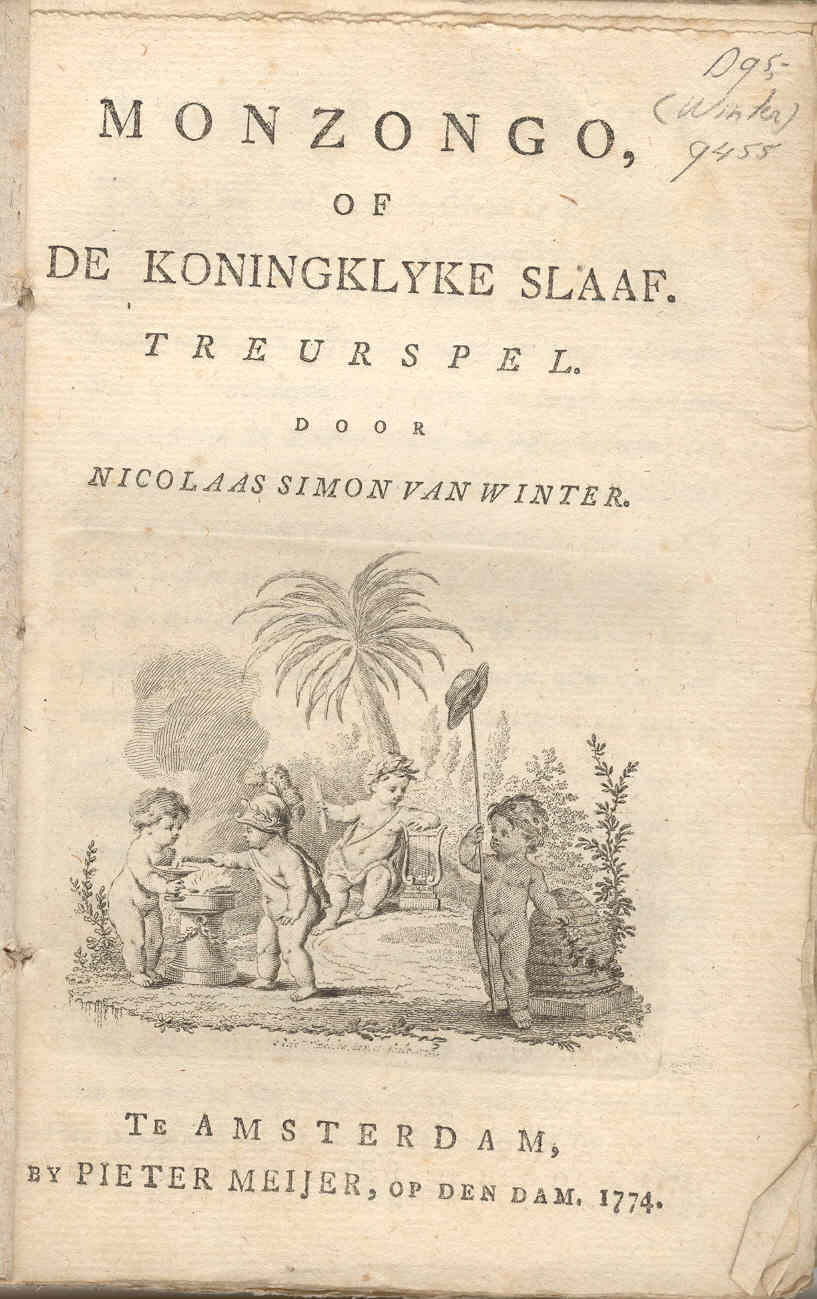
Koloniale literatuur over de slavernij: Monzongo (1774) van Nicolaas Simon van Winter

Een groot deel van de 18de eeuw stond in het teken van de aanvallen waarmee weggelopen slaven de plantersmaatschappij teisterden, en de kostbare patrouilles die tegen hen werden ondernomen. Deze gebeurtenissen kwamen aan de orde in verschillende landbeschrijvingen, maar het waren vooral drie niet-Nederlandse auteurs die Suriname als slavenmaatschappij op de kaart zetten: Aphra Behn, Voltaire en John Gabriël Stedman. Het beeld van Suriname als een extreem wrede slavenkolonie is door hen gecreëerd, al is niet altijd uit te maken of zij hun invloed direct of langs de latere weg van de geschiedschrijvingen van Jan Jacob Hartsinck, W. R. baron van Hoëvell of Julien Wolbers hebben uitgeoefend. Aphra Behns Oroonoko, or The royal slave uit 1688 werd bijvoorbeeld niet vóór de 20e eeuw in het Nederlands vertaald. Dat neemt niet weg dat zij met de creatie van de nobele slaaf "Oroonoko" een archetype heeft geschapen voor allerlei varianten van de edele slaaf in latere literatuur. Het expeditieverslag van de Schotse kapitein Stedman Narrative of a five years' expedition against the revolted Negroes of Surinam uit 1796 heeft, niet in de laatste plaats ook door de gravures (de 'fotografie' van die tijd) op de slavernijverbeelding in tal van 19de-eeuwse prozaverhalen zijn stempel gedrukt.

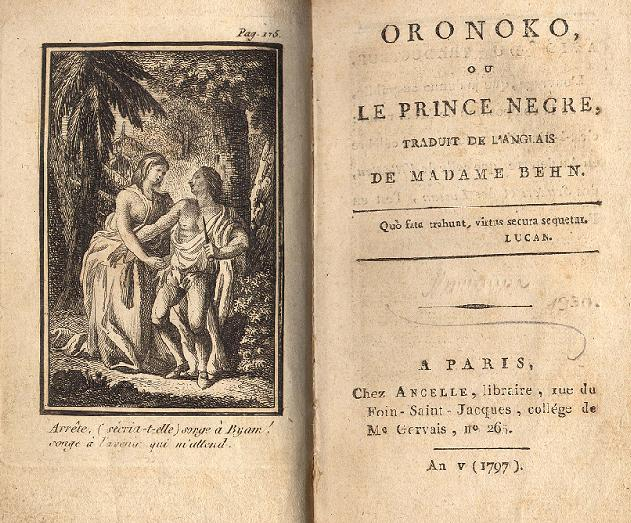
Titelpagina en frontispice van de Franse editie uit 1797 van Aphra Behns Oroonoko, or the Royal Slave

Twee koloniale figuren schreven opmerkelijk werk over de kolonie: dominee J.W. Kals en gouverneur J.J. Mauricius. Beiden verzetten zich niet tegen de slavernij op zich, maar wel tegen de uitwassen van het systeem en tegen de konkelende planterscoterieën. Met zijn satirische toneelstuk Het Surinaamsche Leeven (1771) bevestigde een auteur die zich Don Experientia noemde, het beeld van een maatschappij waarin rapaille het voor het zeggen had en alleen het winstbejag telde. Het Verlichtingsdenken zorgde geleidelijk aan ook voor een ander beeld van de plantagemaatschappij. Negers waren niet langer alleen onbeschaafde wilden. De anonieme Geschiedenis van een neger van circa 1770 creëerde de persoon van de goede meester, een karakter dat Elisabeth Maria Post met Reinhart (1791-1792) uitwerkte; de briefroman was de eerste Nederlandse fictionele tekst waarin de koloniale problematiek met diepgang werd behandeld.
De zwarte mens was in geen van deze teksten de protagonist. Het spectatoriale geschrift De denker uit 1774 introduceerde met de Geschiedenis van een neger het zwarte perspectief door het woord te geven aan een Afrikaan die op subtiele wijze het slavernijsysteem over de hekel haalde. Waarschijnlijk hanteerde een witte schrijver zijn pennenveer. Wie zeker voor zichzelf sprak, was Quassie van Timotibo, die met zijn eruditie veler bewondering afdwong. Vanwege zijn collaboratie met de koloniale macht lange tijd beschouwd als een dubieuze figuur, wordt hij nu meer en meer gezien als de verpersoonlijking van een even intelligent als brutaal verzet tegen het systeem dat hem wilde knechten.

### 1775-1800
Met de Verlichting was de slavernij een belangwekkend thema binnen de Nederlandstalige literatuur geworden (zie ook Kakera Akotie), voor het eerst ook in de letteren die in de kolonie zelf geschreven werden. De laatste decennia van de 18de eeuw brachten het historische traject van de geschreven literatuur over Suriname op een belangrijke splitsing. De eerste aanzetten tot een autochtoon Surinaamse literatuur kunnen in die tijd worden waargenomen, al blijft Nederland nog lang een belangrijk referentiepunt voor de verbeelding en het culturele leven.
In het laatste kwart van de 18de eeuw is Suriname als wingewest zijn hoogtijdagen voorbij. Dat er dan toch sprake was van een culturele opbloei, kan verklaard worden uit verschillende factoren: het ontstaan van een permanente bevolking, de toenemende interraciale contacten, de sterkere beheersing van de plantage-economie vanuit Paramaribo, en de sterke oriëntatie op Europa waar De Verlichting stuwende impulsen gaf aan de interesse voor het intellectuele leven. Vooral dit laatste trok zijn sporen door de kolonie, waar het met name de joden waren die aan het culturele leven bijdroegen. Zij verplaatsen hun culturele centrum van de Jodensavanne naar Paramaribo, zetten hun eigen organisaties op, maar maakten opmerkelijk genoeg ook deel uit van alle niet-joodse dichtgenootschappen. De joden tekenden ook voor een belangrijke historische bron: het Essai historique sur la colonie de Surinam (1788) van David Nassy en anderen.
De vroegste berichten over toneelvoorstellingen dateren van het begin van de jaren 70 van de 18de eeuw. Christenen en joden speelden overwegend dezelfde Europese drama's en kluchten, maar hadden ieder hun eigen schouwburg en toneelgroep, met als meest illuster gezelschap het joodse De Verreezene Phoenix. Er werden belangwekkende linguïstische resultaten geboekt op het gebied van de inheemse en creooltalen, maar afgezien van een enkele tekst in het 'Neger-Engelsch' (Sranan), werden al die teksten vastgelegd met het oog op zending en missie. Uit advertenties voor boekenveilingen kan worden opgemaakt dat velen die tot de bovenste klassen behoorden, over uitgebreide boekencollecties beschikten. De mogelijkheden tot onderwijs groeiden, zij het nog niet spectaculair. W.J. Beeldsnyder Matroos begon de eerste drukkerij in 1772 en begon twee jaar later met de uitgave van de eerste krant, de Weekelyksche Woensdaagsche Surinaamse Courant. Deze zou gevolgd worden door verschillende andere, waarvan De Surinaamsche Nieuwsvertelder (1785-1793) opviel door zijn scherpe, satirische stukken. De Surinaamsche Courant, die voor het eerst verscheen in 1790, zou in allerlei edities tot 1883 blijven bestaan. Echte boekhandels waren er nog niet, maar in 1783 kwam er wel een eerste openbare bibliotheek.

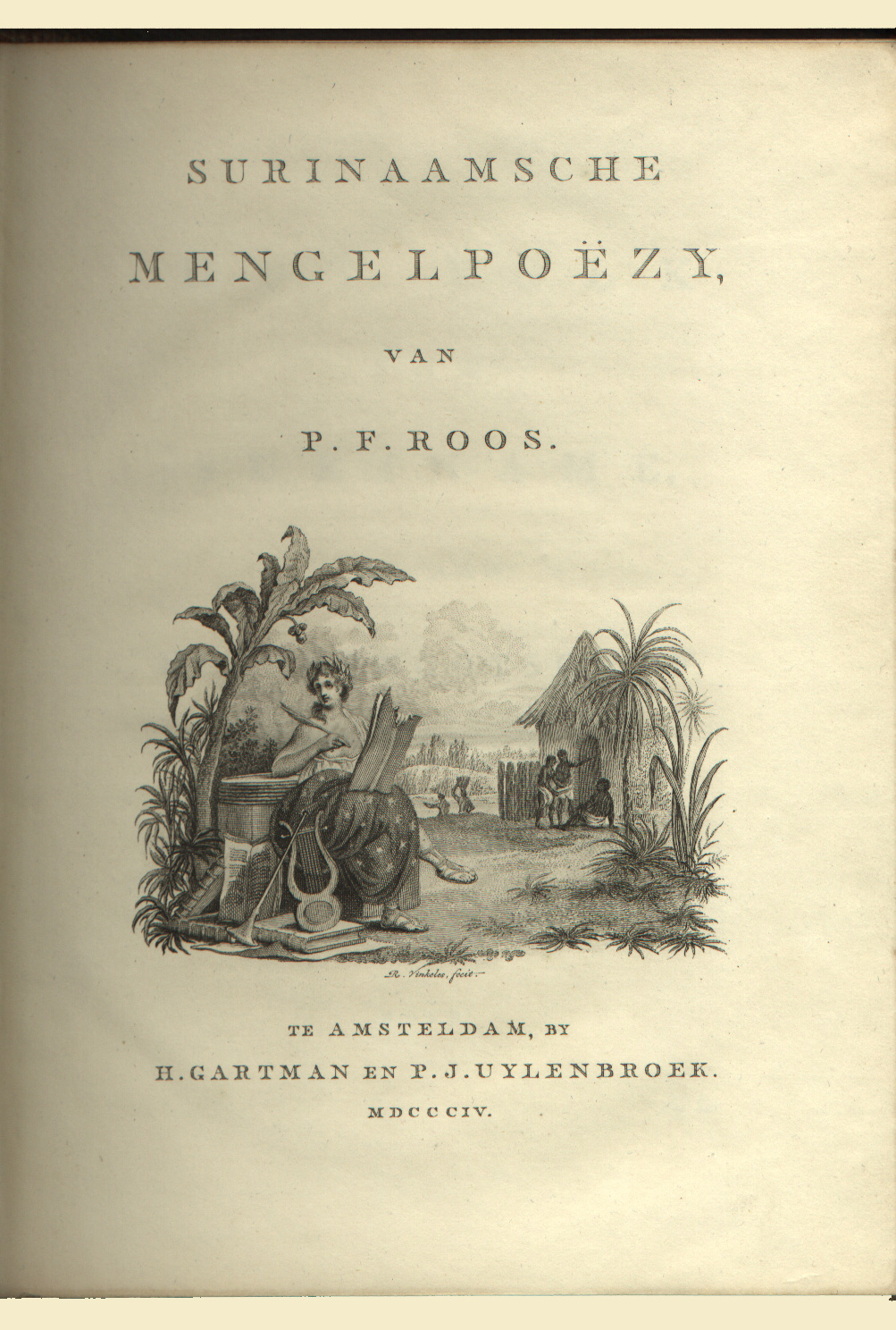
Titelblad van de Surinaamsche mengelpoëzij (1804) van Paul François Roos

Het genootschapsleven bloeide als nooit tevoren: vrijmetselaarsloges schoten als paddenstoelen uit de grond, er werden wetenschappelijke 'collegies' en verschillende literaire genootschappen opgericht, onder meer De Surinaamsche Lettervrinden die vier bundels Letterkundige Uitspanningen uitbracht. In kringen van dit laatste genootschap vinden we de drie markantste mannen (vrouwen werden in deze wereld niet aangetroffen): Jacob Voegen van Engelen die het tijdschrift De Surinaamsche Artz uitbracht, Hendrik Schouten die een klein aantal satirische verzen schreef, en de man met het grootste oeuvre: Paul François Roos.
Minstens een deel van hun teksten is nog altijd goed leesbaar, hetzij om hun satirieke kracht (Voegen van Engelen, Schouten), hetzij om hun levendige beschrijfkunst (Roos). Qua geestesgoed waren zij alle drie nog representanten van een koloniale maatschappij waarvan de vruchten naar hun geboorteland, Nederland, gingen. Maar alle drie ook vertoonden zij een bijzondere verknochtheid aan hun nieuwe land, de eerste twee kritischer dan de laatste, wiens rooskleurige beelden althans zeker de slavenwerkelijkheid sterk vertekenden. Alle drie opteerden zij ervoor om niet weg te trekken en zij overleden in Suriname. In belangrijke mate hebben zij ertoe bijgedragen dat voor het eerst in de Surinaamse geschiedenis gesproken kon worden van een levendig literair leven en het ontstaan van een heus literair circuit. Niet-blanken bleven daar vooralsnog geheel buiten.

### 1800-1890

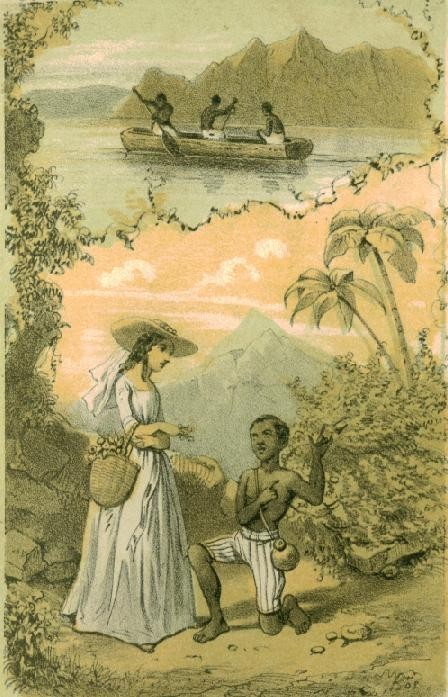
Nederlandse fictie over Suriname: Illustratie uit het verhaal ‘De jonge boschneger’ van Elise (eig.: Elise van Calcar, geb. Schiotling (1822-1904)), uit de bundel jeugdverhalen Uit verre landen en van nabij (1857).

In de negentiende eeuw Nederland het belangrijkste oriëntatiepunt voor cultureel Suriname; vanuit Nederland werd Suriname echter nog altijd vanuit een economisch oogpunt bekeken. Tot de onderwijswet van 1878 zag het 'moederland' voor zichzelf geen beschavingsmissie in de kolonie weggelegd.
Een in sterke mate door de koloniale censuur gedomineerde samenleving is in de eerste helft van de eeuw geen goede voedingsbodem geweest voor grootse initiatieven, al gaven individuen periodiek wel impulsen aan het literaire leven. Zo was Hendrik Charles Focke hoogstwaarschijnlijk de auteur van de opmerkelijke Proeve van Neger-Engelsche Poëzy, getiteld Njoe-jaari-singi Voe Cesaari uit het midden van de jaren dertig. Focke was ook een van de actiefste leden van de Maatschappij tot Nut van 't Algemeen dat in de eerste eeuwhelft de belangrijkste instigator van intellectuele activiteit was, en de auteur van het eerste gedrukte Neger-Engelsch woordenboek (1855). J.J. Engelbrecht bracht van 1838 tot 1839 het breed cultureel-maatschappelijke maandschrift De kolonist uit, dat in zijn vijftien nummers belangwekkende beschouwende stukken afdrukte.
E.A. Jellico van Gogh en E. Soesman meenden dat ook de kolonie een letterlievend genootschap moest hebben en richtten in 1853 Oefening kweekt kennis op; het genootschap bracht in 1856 een jaarboekje uit met een prozastuk van de passante Christina van Gogh dat nadrukkelijk in functie stond van de christelijke moraal. Jellico van Gogh situeerde als eerste in de Surinaamse letteren zijn psychologische novelle De gouden sleutel in de kolonie.
Dominee Cornelis van Schaick, die van 1852 tot 1861 in Suriname verbleef, betoonde zich een energiek publicist met stukken in Surinaamse kranten, met een Dichtbundeltje voor de Surinaamsche jeugd en met de om zijn progressieve ideeën opmerkelijke roman De manja. Van Schaick en Focke behoorden tot de oprichters van het tijdschrift West-Indië (1854-1858), dat een waardig opvolger bleek van De kolonist. Programmatische standpunten over literatuur vindt men er niet in, zoals de afwezigheid van een reflectie op wat er geschreven werd in de gehele negentiende eeuw een vacuüm vertoont. Ch. Landré en F.A.C. Dumontier, beiden eveneens redacteuren van het West-Indië, namen in 1857 het initiatief tot de Surinaamsche Koloniale Bibliotheek, die een eeuw de belangrijkste boekerij van Suriname zou zijn.
In de bijdragen van Van Gogh en Soesman aan het Jaarboekje 1856 kan men nog een (ver)laat aansluiten bij de romantiek zien, maar de grote internationale literaire stromingen zijn blijkbaar nooit krachtig genoeg geweest om tegen de Amazonestroom in, Suriname te bereiken. Dat in de 19de eeuw de opvattingen over literatuur drastisch veranderden, dat de individuele schrijverspersoonlijkheid een totaal ander gewicht kreeg: in Suriname merkte men er ogenschijnlijk niets van. Er waren wel weldadigheidsgezelschappen en loges, maar geen rederijkerskamers die het internationale debat konden overnemen en stuwkracht geven.
In het toneelleven is er wel, bijna de hele eeuw lang, een opmerkelijke activiteit geweest. In de eerste decennia tekenden de gezelschappen Oefening Kweekt Kunst en De Verreezene Phoenix voor het theateraanbod. Van het laatste gezelschap scheidde zich een groep af, die onder de naam Theatre Graave Straat verderging. Na een tijd van malaise in de jaren 30, opende het toneelgenootschap Thalia in 1840 de deuren van zijn nieuwe schouwburg. Het overwegend joodse gezelschap begon aan een roemruchte geschiedenis, die al vanaf 1853 getekend zou worden door de nooit eindigende strubbelingen rond het verval en herstel van zijn gebouw. De programmering was bijna altijd van Europese snit. De toneelschrijfkunst van Surinaamse oorsprong is in de 19de eeuw wel in extreem sterke mate door zijn discontinuïteit gekenmerkt geweest. Er is een handvol oorspronkelijke stukken bekend en daarnaast een klein aantal bewerkingen van Europese toneelstof.
In Nederland woedde het abolitionisme-debat al vanaf de vroege 19de eeuw. Maar wanneer de balans wordt opgemaakt over de eerste helft van de eeuw, dan blijkt dat geen enkele grote, invloedrijke tekst aan de slavernij in Suriname gewijd is geweest. Er is geen toonaangevend boek geweest dat de aandacht van het grote publiek op de wantoestanden in de West-Indische koloniën heeft weten te vestigen, laat staan dat er een werk is geweest dat de publieke opinie wezenlijk heeft beïnvloed. Eerst wanneer W.R. baron van Hoëvell in 1854 zijn Slaven en vrijen onder de Nederlandsche wet publiceert, lijkt in Nederland een groter publiek oog te krijgen voor een situatie die in de overzeese gebiedsdelen van de meeste andere koloniale mogendheden al verleden tijd was.
De afschaffing van de slavernij in 1863 zorgde allereerst voor een opleving van de journalistiek. Grootse winstpunt van de eeuw is de uitbreiding van het onderwijs geweest: bestonden er aan het begin alleen nog maar enkele privé-schooltjes voor de blanken en mulatten uit de hogere maatschappelijke klassen, in 1876 waren er tal van scholen en kwam er een onderwijswet die een algemene leerplicht afkondigde.
Ook in de jaren na de afschaffing van de slavernij doken er weer enkele bijzondere schrijversindividuen op. Kwamina (ps. van A. Lionarons) schreef opmerkelijke romans die zich afspelen in zijn eigen eeuw. Jetta (1869) en Nanni of Vruchten van het vooroordeel (1881) zijn gesitueerd in een decor van plantages in verval en een kolonie die zich oriënteert op een ander economisch stelsel. Daartoe introduceerde Kwamina voor het eerst binnen de Surinaamse letteren een uit de Caraïbische literatuur bekende hoofdfiguur: de mulattin. Hij bepleit menswaardige omstandigheden voor de arbeiders, maar zijn wereldbeeld is niet wezenlijk anders dan bij de Nederlands-koloniale schrijvers vóór hem.
Niettemin was Kwamina een autochtone Surinamer uit een oud Surinaams geslacht en zijn werk - in het Nederlands met dialogen in het 'Neger-Engelsch' - moet evenzeer tot de Surinaamse literatuur gerekend worden, als dat van de matawai marron Johannes King. Deze schreef duizenden pagina's proza in het Sranan, waaronder een aantal opzienbarende visioenen. Met zijn reisverslagen en dagboeken betoonde King zich al evenzeer evangelisch bezield als het merendeel van de schrijvers van zijn eeuw.

### 1890-1923

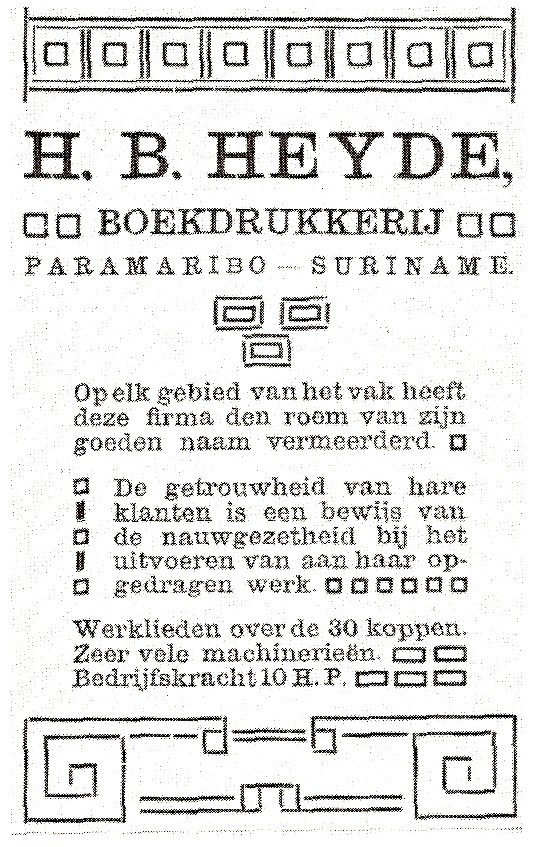
Advertentie van drukkerij H.B. Heyde

Het deel van de kolonie Suriname dat kan gerekend worden tot de geletterde stadscultuur, zag na 1890 een opbloei van het culturele leven zoals het die alleen een eeuw vroeger gekend had. Maar al speelde dat festijn zich dan bijna uitsluitend af binnen de grenzen van Paramaribo, de 'betere klasse' was al lang niet meer uitsluitend blank en die klasse verbreedde zich ook aanzienlijk. De nieuwe groepen immigranten uit Brits-Indië en Java bleven daar vooralsnog helemaal buiten.
De moderne techniek deed zijn intrede in de hoofdstad met elektrische straatverlichting, telegrafieverbindingen en de eerste films. De kwaliteit van het drukwerk verbeterde; het was vooral drukkerij/uitgeverij H.B. Heyde die met een hele reeks belangwekkende boekuitgaven kwam. Het bibliotheekwezen groeide exponentieel en ontwikkelde zich, evenals het journalistieke leven, grofweg langs drie banen: de evangelische, de katholieke en de neutrale. Tal van kranten verschenen en zorgden ook met hun onderlinge debatten voor leven in de brouwerij; de Nieuwe Surinaamsche Courant bracht meestal een hele pagina met Surinaamse berichtgeving in rubrieken als 'Stadsnieuws' en 'Kunst- en letternieuws'. De contouren van een serieuze toneel- en literaire kritiek tekenden zich af, inclusief enkele gedachtewisselingen over de functie van kritiek, waaraan ook een van de vele nieuwe leesverenigingen met haar tijdschrift Kennis Adelt een bijdrage leverde. In bijna alle krantenbesprekingen, ongeacht de denominatie van de krant, werd een combinatie aangehouden van een ethische norm wat de tekst betreft, met een artistiek oordeel over het acteren. Richtsnoer was nog altijd wat er in Holland op dit vlak gedacht werd. Zij die actief voeling wilden onderhouden met alles wat Hollands was, verenigden zich in de in 1898 opgerichte Groep Suriname van het Algemeen Nederlandsch Verbond.
Intussen was Suriname voor Nederland nog verder weggeschoven naar de periferie van het Koninkrijk der Nederlanden dan het altijd al was. Weliswaar rekende Jan de Liefde zijn opmerkelijke korte roman De geschiedenis van een kankantrieboom uit 1891 af met de stereotiepe wijze van beschrijven van de Surinaamse koloniale geschiedenis, maar de beeldvorming over Suriname en de Surinamers in de Nederlandse letteren hield over de gehele lijn - en zeker in de missioneringsliteratuur - nog vast aan oude schematiseringen, om niet te zeggen racistische clichés. Voor de lezende Surinamers die zichzelf in de spiegel van die lectuur zagen, moet dat zeker niet bevorderlijk hebben gewerkt bij het corrigeren van het zelfbeeld. De sterk neerlandocentrische cultuurpolitiek na 1876, werkte daar ook bepaald niet aan mee. In de beginjaren van de 20e eeuw vertoonden verschillende geschriften als reactie op het verval van de plantagelandbouw de neiging om de negentiende eeuw met een zekere nostalgie te bezien. In de memoiresachtige stukken van J.G. Spalburg, E.J. Bartelink, A.W. Marcus en Jacques Samuels is het verval van de landbouwkolonie aanleiding tot lamentaties over de 'goede oude tijd'.
Toch zijn er ook verschijnselen waar te nemen van een zeer geleidelijke geestelijke heroriëntatie. Door het weinig diplomatieke optreden van gouverneur De Savornin Lohman zien we een versterking van het landsgevoel, zich uitend in tal van gelegenheidsgedichten. In de Surinaamse geschiedenis en het Surinaamse volksleven werd de stof gevonden voor nieuwe verbeelding, veelal werk van realistische aard. Drie persoonlijkheden hebben op bijzondere wijze hun inbreng in het literaire leven gehad. G.G.T. Rustwijk gaf met Matrozenrozen (1915) de eerste bundel van een in Suriname geboren dichter. J.G. Spalburg kwam met de eerste Surinaamse bundel prozaschetsen Bruine Mina de koto-missi (1913). Met Een Beschavingswerk (1923), gepubliceerd onder de naam Ultimus, schreef Richard O'Ferrall de eerste Surinaamse sleutelroman; het satirische karakter van de tekst maakt die binnen zijn tijd tot een opmerkelijk boek. Het werk van alle drie draagt nog talrijke reminiscenties aan de slaventijd en de landbouweconomie, maar alle drie kijken óók verder. Als representanten van de rationaliteit en moderniteit, droegen zij bij aan het verjongde intellectuele leven van hun dagen.

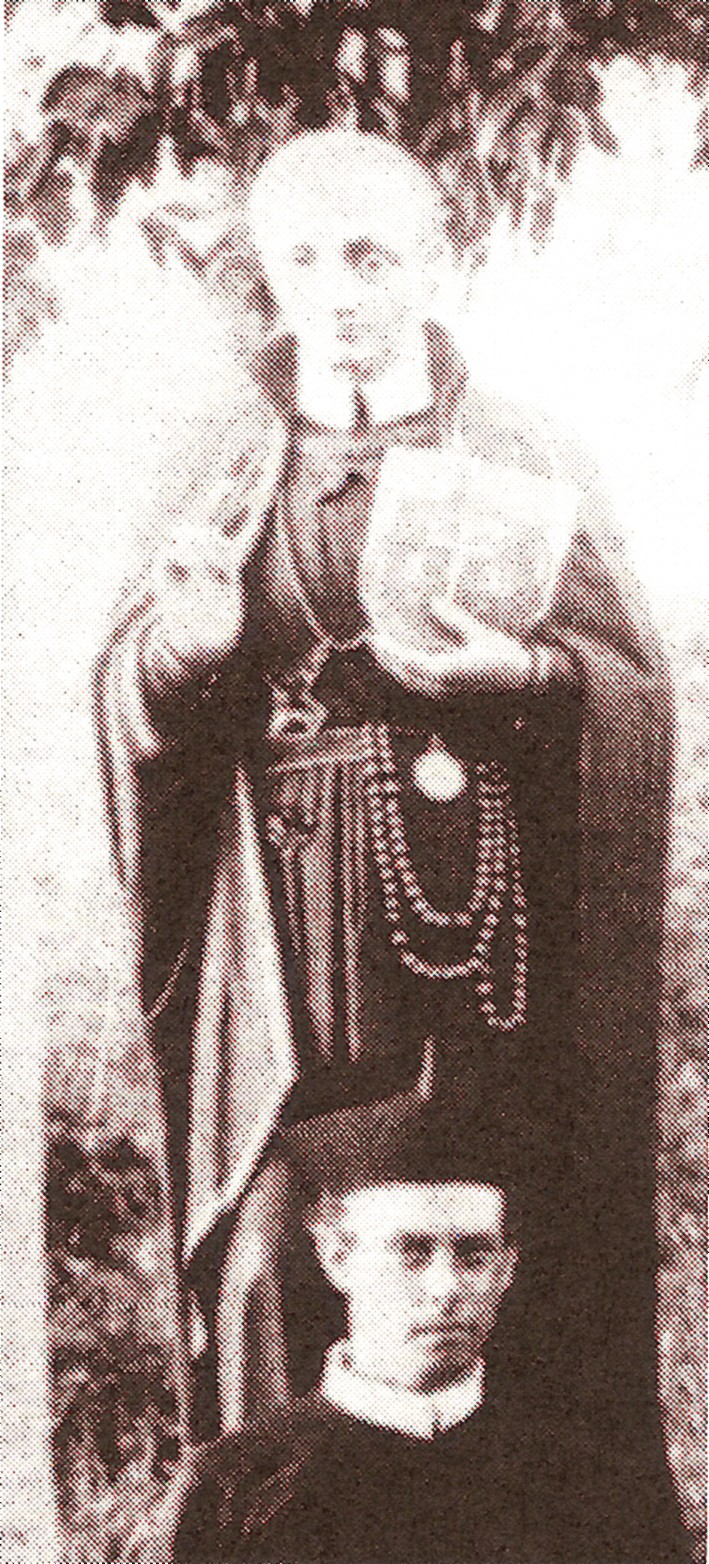
Pater Rikken voor het beeld van de H. Alfonsus van Liguori in de tuin van het bisschopshuis

De oriëntatie op Nederland is verder met kracht weersproken in het werk van vijf Surinamers die na 1900 publiceerden. Henri François Rikken publiceerde in De Surinamer drie grote en veel gelezen historische romans in feuilletonvorm (onder meer Codjo, de brandstichter) en betoonde zich daarmee de meest getalenteerde schrijver van zijn tijd. Jacques Samuels schreef een reeks prozastukken die pas in 1946 werden gebundeld in Schetsen en typen uit Suriname. Ook Johann F. Heymans met zijn historische roman Suriname als ballingsoord of Wat een vrouw vermag (1911), E.J. Bartelink met plantersherinneringen, A.W. Marcus met poëzie en redes en voorts enkele scribenten van naturalistische schetsen in De Surinamer hebben een literaire productie nagelaten die duidelijk een eigen Surinaams stempel draagt. Men ziet in hun werk ook de vroegste experimenten met de Surinaams-Nederlandse taalvariant, wat hen niet altijd in dank werd afgenomen. In de kleurrijke straatzanger Goedoe Goedoe Thijm vonden orale en geschreven letteren hun verbindende schakel: hij bezong de actualiteit van de eerste decennia van de 20e eeuw, maar liet zijn liederen ook als pamflet drukken.
Voor het 'Neger-Engelsch' tekende predikant C.P. Rier met vertalingen van boeken uit de Bijbel en liederen voor hoogwaardige teksten. Het Sranan dook nog een enkele keer op in een gedicht of een cabarettekst, maar een tekst in een van de andere volkstalen bleef verder, buiten het kerkelijke leven en buiten de orale letteren, uiterst zeldzaam.
Het toneelleven van na 1890 kende minder organisatiestructuur dan in de voorgaande eeuw. Thalia ging roerige jaren in. Het bleef voornamelijk repertoiretoneel brengen, maar niet meer in abonnementenseries. Wat er aan toneelvernieuwing was, moest gezocht worden bij andere gezelschappen zoals Oefening Baart Kennis en talrijke andere die slechts kort bestonden. De eerste Surinaamse toneelstukken werden geschreven en opgevoerd: Lucij van R.A.P.C. O'Ferrall in 1896, Te laat of De wraak van een' Boer van Jacques Samuels in 1900 en de Wagneriaans-mythische opera Het pand der goden van Johannes Nicolaas Helstone in 1906. Joh.C. Marcus maakte met het ook in druk verschenen Deugd en belooning of Hoogmoed komt voor den val duidelijk hoezeer het Nederlandse toneel ook in 1910 nog altijd het voorbeeld aanreikte: het toneelspel bevat geen enkele referentie aan Suriname en was een variant op een van de vele negentiende-eeuwse Nederlandse stukken rond het vader/rechter-motief. De rellerige sfeer rond de opvoeringen van het stuk liet zien dat het nog zeker geen aanbeveling was om een toneelschrijver van eigen bodem te zijn.
Opvallend in het theateraanbod werden drie soorten voorstellingen: de 'soirées variées' (cabaretavonden met een gemengd programma waarmee vooral Johannes Kruisland beroemd werd), de kinderoperettes van G. G. T. Rustwijk en de operettevoorstellingen onder leiding van J.W. Bueno de Mesquita. Het waren deze drie genres die ervoor zorgden dat het theater een huis werd voor een steeds breder publiek. Dans- en sportverenigingen brachten in hun programmering cabaretnummers, kluchten, sketches en soms ook kleine dramatische stukken. Ook zij hebben eraan meegewerkt de drempels van de theatertempels te verlagen. Nog steeds bleven de 'mindere klassen' grotendeels buiten het culturele gebeuren, maar de transformatie van de orale volkscultuur naar het volkstheater van de tweede helft van de 20e eeuw, zette met de veranderende voordrachtskunst van de eerste helft van de eeuw een beslissende stap.

### 1923-1957

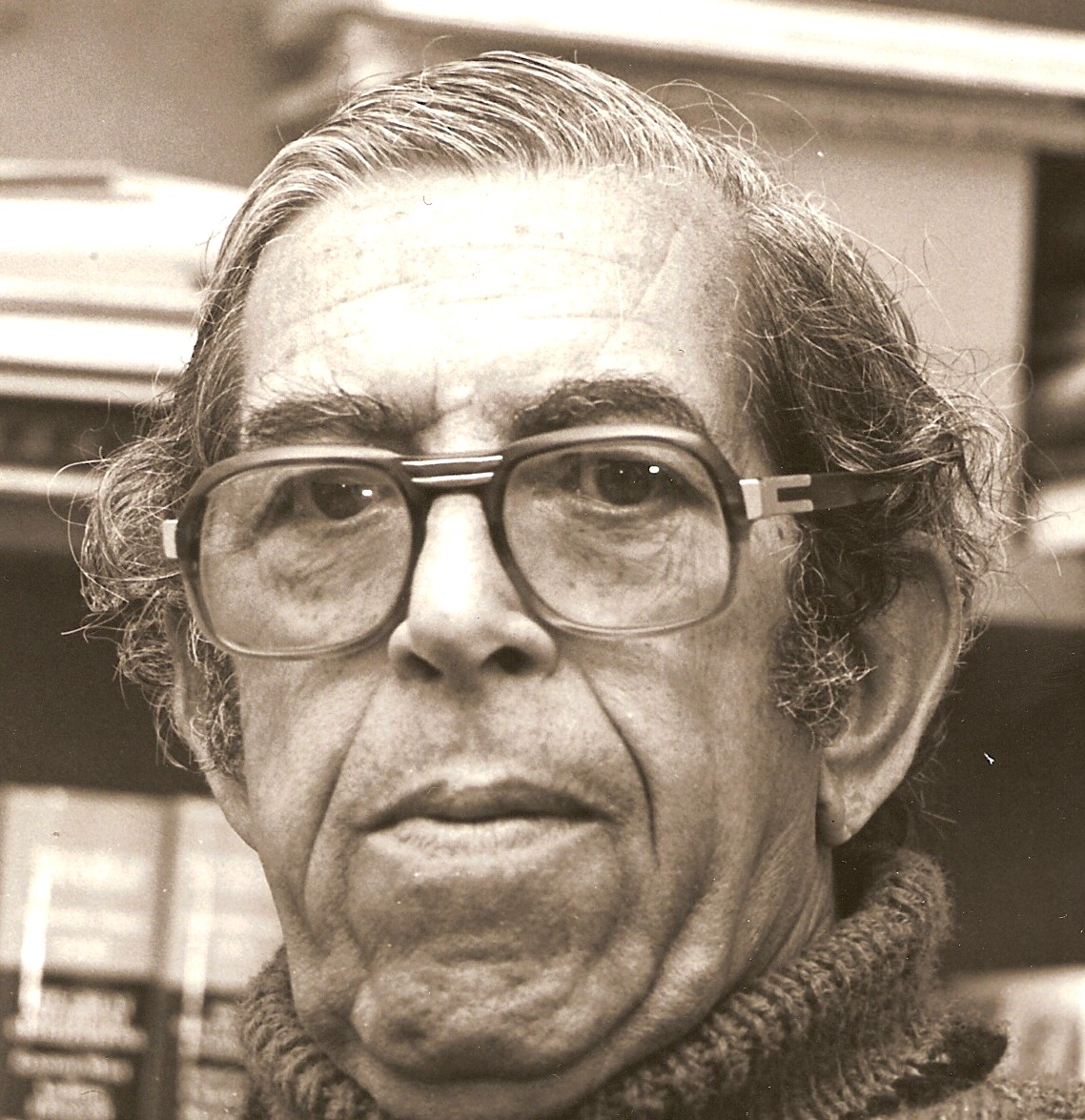
Albert Helman

Met de verschijning in 1923 van de dichtbundel De glorende dag van Lodewijk Lichtveld – die als Albert Helman bekend zou worden – deed zich een nieuw fenomeen voor. Al eerder waren boeken van Surinaamse auteurs in Nederland verschenen. Maar 1923 markeert het beginpunt van Nederland als land van vestiging voor veel schrijvers. De Surinaamse migrantenliteratuur werd geboren, een literatuur die veel gemeen heeft met die van Suriname, maar die zich ook in minstens zoveel opzichten onderscheidt van de vaderlandse letteren. Met een geheel andere positie van de auteurs in het literaire krachtenveld en in de wereld, veranderde ook hun perspectief; met de verandering van werkelijkheid en perspectief werden nieuwe thema's aan de orde gesteld en die vroegen vaak om een andere vormbeheersing. Albert Helman schreef met Zuid-Zuid-West (1926) een klassieke heimweeroman, maar de echte migrantenmotieven werden door de eerste generatie eenlingen nog weinig geprononceerd aan de orde gesteld en zouden eerst met de grote migraties in de jaren 60 gemeengoed van de migrantenschrijvers worden.
Een mogelijke verklaringsgrond daarvoor is dat de eerste schrijvers die in Nederland neerstreken - Albert Helman, Rudie van Lier, Hugo Pos –, cultureel al behoord hadden tot de geassimileerde bovenlaag van de Surinaamse samenleving en in Nederland aansluiting vonden bij literaire gezelschappen. Een afzonderlijke positie bekleedde Anton de Kom. Hij vond aansluiting bij het marxistisch georiënteerde tijdschrift Links Richten en beproefde met zijn grote essay Wij slaven van Suriname (1934) een herschrijving van de Surinaamse geschiedenis als aanklacht tegen het Nederlandse kolonialisme.
Met de uittocht die begon met Helman – de schrijver die naar omvang en kwaliteit veruit het belangrijkste oeuvre opbouwde –, was het voor een flinke poos gedaan met het schrijven van belangwekkende Nederlandse teksten in Suriname. Tot omstreeks 1950 verliep het culturele leven goeddeels langs de gebaande paden van de religieuze denominaties: de katholieke, evangelische, joodse en steeds sterker ook hindoeïstische en islamitische kerken. Leverden de pennenveren vooralsnog eerder traditionele pluimstrijkerijen op dan gedurfd werk van een persoonlijke signatuur, het is vooral in de sensibilisering voor het woord en de literaire vorm dat de kerken betekenis hebben gehad voor jongeren die later van zich zouden doen horen. De kranten van het interbellum boden zowat de enige mogelijkheid tot publiceren aan schrijvers. Met gedichten over het Nederlandse vorstenhuis, feuilletons van Nederlandse makelij en kunstrubrieken die nog altijd voor 98 % over Nederlandse toneelkunst en literatuur gingen, versterkten zij de oriëntatie van de hogere- en middenklasse op het zogenaamde 'moederland'.
De Tweede Wereldoorlog is in de periode 1923-1957 van beslissende betekenis geweest voor het sociaal-culturele leven. De legering van Amerikaanse troepen en het afgesneden-zijn van Nederland betekende dat de Surinamers zich steeds sterker bewust werden van de eigen potenties en de mogelijkheid tot een zelfstandige positie binnen het Koninkrijk der Nederlanden (die met het Statuut in 1954 haar politiek beslag zou krijgen). De Noord-Amerikaanse invloed werd op veel terreinen merkbaar. Het zou te ver gaan aan die invloed het nieuwe naoorlogse elan toe te schrijven, maar geheel los daarvan stond dat toch ook niet. Naoorlogs bastion van de oriëntatie op Nederland werd de Stichting voor Culturele Samenwerking, Sticusa, die in Nederland zetelde, met het Cultureel Centrum Suriname (CCS) als haar uitvoerend orgaan in Paramaribo. Overigens heeft het CCS gaandeweg ook meer betekenis gekregen voor de surinamisering van het cultuuraanbod.
In de jaren 50 werden verschillende nieuwe gelegenheden tot onderwijs gecreëerd. Uit de toename van het aantal boekhandels blijkt dat het in deze periode niet langer alleen de lichtgekleurde elite was die boeken kocht, maar dat ook andere groepen tot de kopers gingen behoren. Ook in de groei van de collectie, het aantal filialen en het aantal uitleningen van de CCS-bibliotheek is duidelijk af te lezen dat in Suriname een breed lezerspubliek was gevonden. Er vond een uitwaaiering van media-activiteiten plaats, die zonder twijfel veel heeft bijgedragen aan de culturele ontplooiing van de verschillende bevolkingsgroepen en langs die weg aan de versterking van de groepsidentiteiten. De wereld van de beeldende kunst gaf dezelfde ontwikkeling te zien als die in de muziek en het theater: van een gezapig traditionalisme in het interbellum naar het hectische zoeken na de Tweede Wereldoorlog en de bruisende activiteit van de jaren 60.

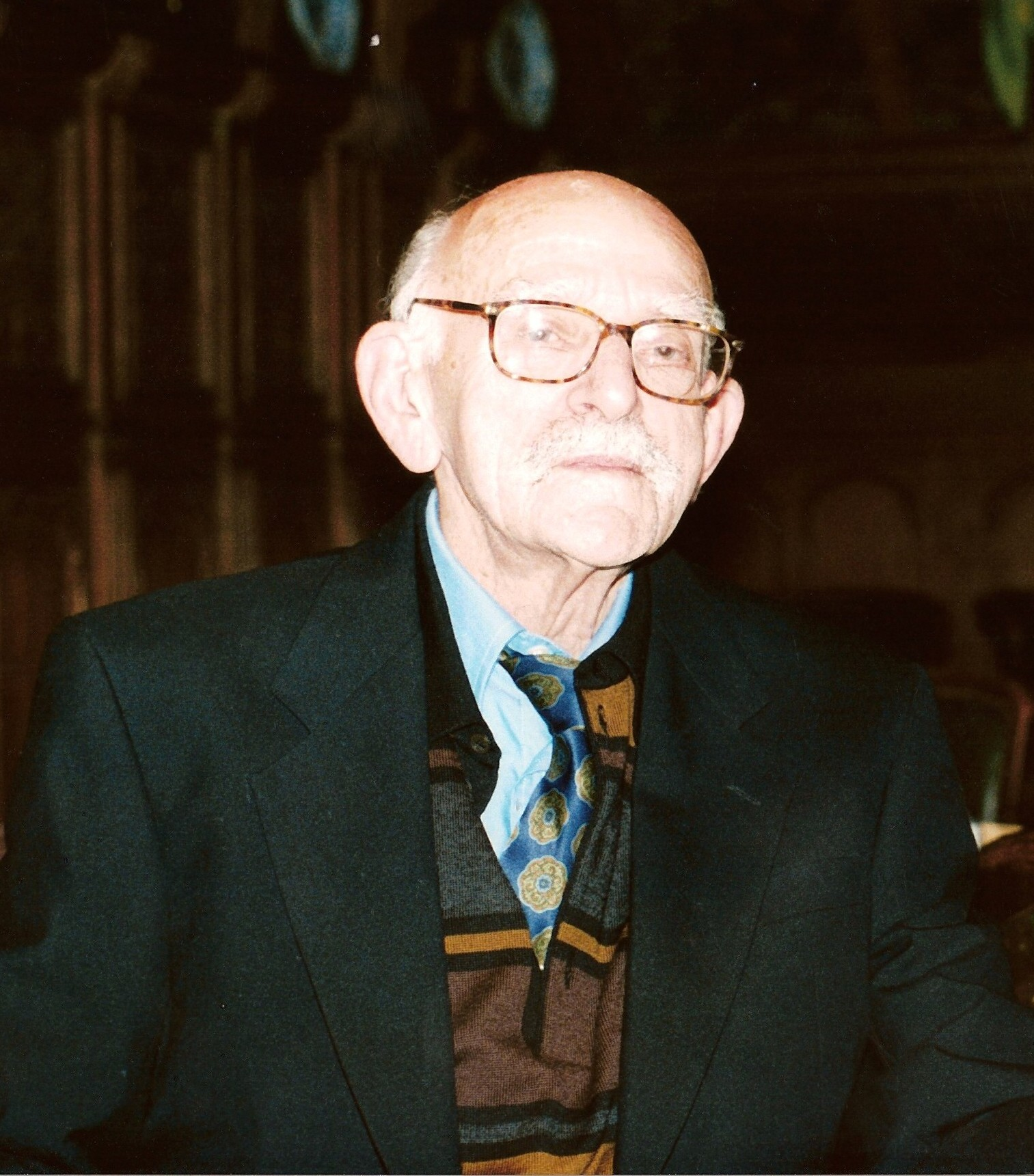
Hugo Pos

Door de repatriëring van enkele schrijvers kreeg het Nederlandstalige literaire leven van na de Tweede Wereldoorlog een belangrijke impuls. Albert Helman – op velerlei gebied actief, op velerlei gebied bestreden - schreef in Suriname enkele van zijn belangrijkste romans en toneelwerken. Wim Bos Verschuur, Hugo Pos en Wim Salm voorzagen het toneelleven van vers bloed. De kranten volgden hen op de voet, ruimden steeds meer plaats in voor de literaire wereld en verkenden behoedzaam de eigen regio. Literaire tijdschriften heeft het tijdvak 1923-1957 niet gekend, maar er zijn twee periodieken geweest die tot op zekere hoogte de functie van letterkundig tijdschrift overnamen: Spectrum en Opbouw. Het veruit belangrijkste culturele Nederlandstalige tijdschrift, met een serieuze literatuur-kritische component, is De West-Indische Gids geweest, dat verscheen van 1919 tot 1960.
De belangrijkste ontwikkeling binnen Suriname in de jaren 1923-1957 deed zich voor in de volkstalen, en dan met name in het Sranantongo, in iets minder sterke mate ook in het Surinaams-Nederlands. In een land met een onderwijsstelsel op Nederlandse leest en met media - de kranten en vanaf 1935 de radiozender AVROS - die alle taalgebruik legden langs de meetlat van het ABN, vroeg het moed om in geschrifte de eigen Surinaamse variant van het Nederlands te gebruiken. Toch hebben verschillende schrijvers die moed opgebracht. Er is een aantal ijkingsmomenten aan te wijzen in een taalontwikkeling die langzaam opschoof in de richting van het Surinaams-Nederlands: het toneelstuk Woeker van Wim Bos Verschuur in 1936, de verhalen van Peter Schüngel in het maandblad Suriname-Zending in de jaren 1942-46, de roman Viottoe van Kees Neer uit 1948, de vertaling in 1954 door Albert Helman van Marc Connelly's Green pastures tot Grazige weiden, de opvoering van Wim Salms Sjinnie in 1956 en de herinneringen van M.Th. Hijlaard Zij en ik (die overigens pas in 1978 in druk verschenen).

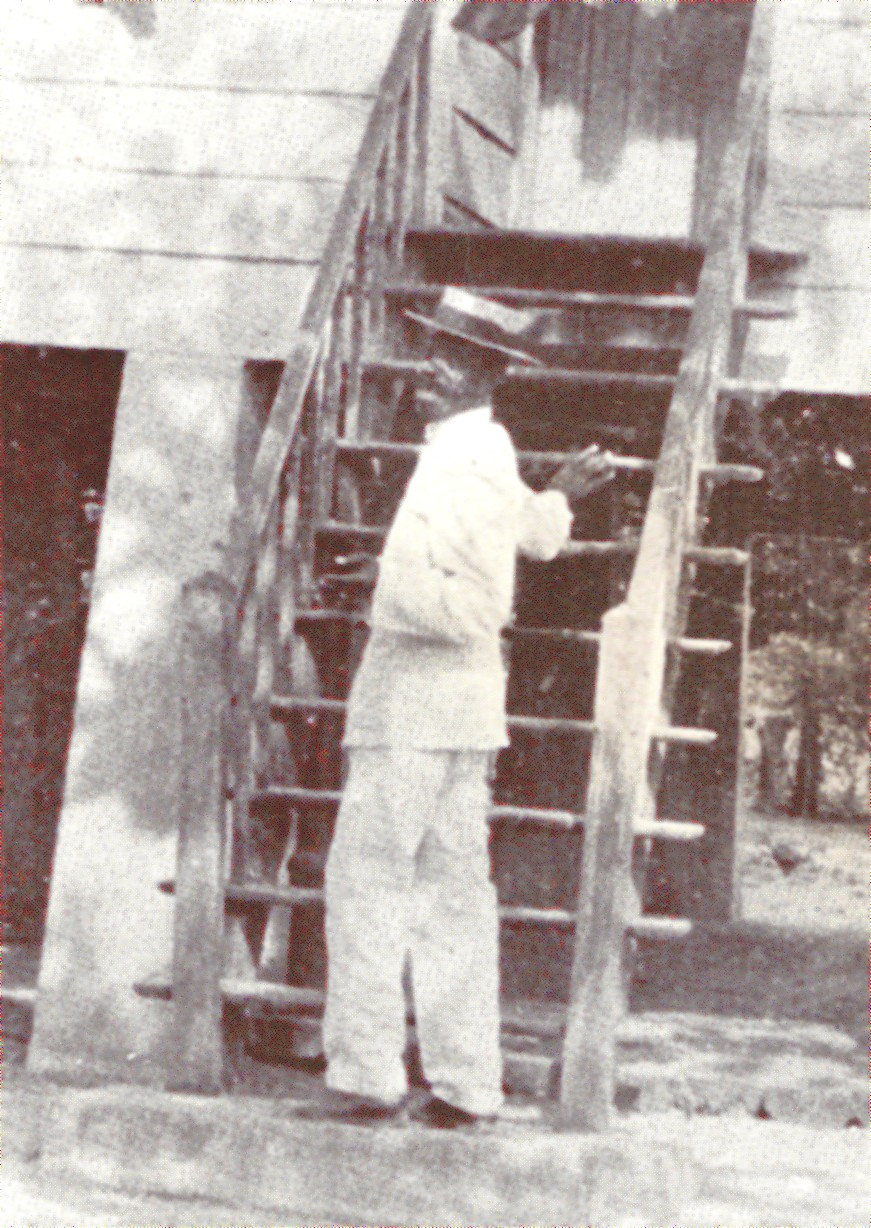
J.G.A. Koenders, voorvechter van het Sranan

Het Sranan en de creoolse volkscultuur kregen een forse duw voorwaarts van het in 1944 gevormde Comité Pohama dat 'Sranannetie' organiseerde: culturele avonden met liederen en voordrachten in het Sranan. Van 1946 tot 1956 gaf het comité Foetoe-boi uit, een maandblad dat consequent aandacht besteedde aan allerlei aspecten van de creoolse taal en cultuur. Het was het eerste breed-culturele blad in het Sranan dat, gemaakt door 'kleine luyden', een dam opwierp tegen de neerlandocentrische oriëntatie van de hogere klassen. De motor achter deze activiteiten was de onderwijzer J.G.A. Koenders. Hij pleitte in tal van opstellen, met taalboekjes en liederenbundels voor een herleving van het 'Surinaams' en een radicale transformatie van het nog altijd koloniale onderwijssysteem dat 'onze psyche heeft ontredderd en ons verstand verschrompelde'.
Wie Eegie Sanie (Onze Eigen Dingen) zou Koenders' belangrijkste erfgenaam zijn. Deze groep van studenten en arbeiders rond de charismatische Eddy Bruma, ontstond in Nederland rond 1950 en verplaatste zich enkele jaren later naar Suriname, waar de 'Sranannetie' nieuw leven werd ingeblazen, met toneelstukken van onder andere Bruma en Ané Doorson waarin de slavernijgeschiedenis en het erfleven werden geënsceneerd. Van Wie Eegie Sanie ging een belangrijke impuls uit tot verandering van het culturele klimaat en het historische bewustzijn, eerst en vooral van de creolen. In het Sranan werden de opmerkelijkste resultaten geboekt in het toneel. Met haar voorlichtende stukken verwierf Sophie Redmond een prominente plaats in de transitie van de orale creoolse cultuur naar de geschreven en 'formele' cultuur. Daarnaast werd Paula Velders vertaling van Shakespeare's Midzomernachtsdroom een belangrijk moment in de emancipatie van het literaire Sranan. De toneelwereld liet het beste zien hoezeer de Surinaamse wereld cultureel steeds pluriformer werd, hoe de transformatie van de orale cultuur naar de geschreven cultuur zich voltrok, hoe de taalkeuze werd herijkt, het nationale historische cultuurgoed inzet werd van theatrale verbeelding en de surinamisering zich ook in de acteursbezetting liet zien. Het toneelgenootschap Thalia beleefde na de oorlog opnieuw een bloeiperiode.
Onder leiding van Hugo Pos werden de deuren ook opengezet voor andere dan joodse en blanke acteurs, er werden stukken uit de regio opgevoerd en werk van Surinaamse auteurs, of buitenlandse vertaald en bewerkt voor het Surinaamse publiek. Niettemin bleef het accent nog sterk liggen op werk uit Europa en Noord-Amerika. Maar langzamerhand zagen de theaters ook steeds vaker andere vormen dan het 'Thalia-toneel' en daarmee werd een publiek uit andere lagen van de bevolking naar de theaters gelokt.
In de eerste eeuwhelft bracht cabaretier Johannes Kruisland in zijn 'one-man-shows' altijd ook nummers in het 'Neger-Engelsch'. Bonte Avonden genoten een grote populariteit en in de jaren 20 en 30 werden ook korte scènes in het Sranan geïntroduceerd, geschreven door Albertina Rijssel. Zo ontstond het creoolse volkstoneel, dat wortelt in de orale traditie van banja, Doe, laku en lobisingi, maar een andere gedaante kreeg op de toneelplanken. Al in 1927 zorgde het geheel zwarte vrouwengezelschap Excelsior onder leiding van J. Vriese, voorman van De Neger Vereeniging in Suriname, voor voorstellingen in Moengo. Een ander gezelschap van zwarte vrouwen, De Echo, zorgde in 1929 voor opvoeringen in Thalia die voor veel commotie zorgden bij een op schandalen belust publiek. Na de Tweede Wereldoorlog trokken jonge groepen steeds meer publiek uit de volksklassen. Zij creëerden het genre van het creoolse volkstoneel, overwegend gespeeld in het Sranan met flarden Surinaams-Nederlands. Dit toneel berust op een combinatie van tragiek en humor, een realistische weergave van alledaagse problemen aangevuld met hilarische effecten. Omdat de tekst lang niet altijd wordt uitgeschreven bestaat de mogelijkheid tot improvisatie en inspelen op de actualiteit. De kranten, die na de oorlog dagelijks begonnen te verschijnen, hebben met een toneelkritiek op geregelde basis zeker meegewerkt aan de groei van de belangstelling voor het theater bij een breder publiek.
Het Hindostaanse toneel speelde zich nog voor 99 % af in de districten. In de jaren 20 werden de eerste historische stukken opgevoerd, gebaseerd op dramatisch werk van Indiërs maar door Surinaamse auteurs al enigszins aangepast aan de lokale omstandigheden. Hindi was de belangrijkste toneeltaal (van Hindi en andere Indiase talen bediende zich ook de eerste Hindostaanse dichter, de immigrant Rahmān Khān). De oude Indische drama's met overwegend religieuze thema's bleven dominant, maar in de loop der tijd werden de teksten vereenvoudigd, het Sarnami werd frequenter gebruikt en er werden ook stukken van actuele en realistische inhoud gespeeld.
In 1950 trad een groep marrons op in theater Bellevue, wat beschouwd kan worden als een significant moment in de theatralisering en secularisatie van marroncultuur. De inbreng in theaters van marrons, en ook van Javanen, Chinezen en inheemsen bleef overigens nog uiterst bescheiden. Wel zag het tijdvak 1923-1957 een sterke groei van de sociaal-culturele organisatie van praktisch alle bevolkingsgroepen.

### 1957-1975

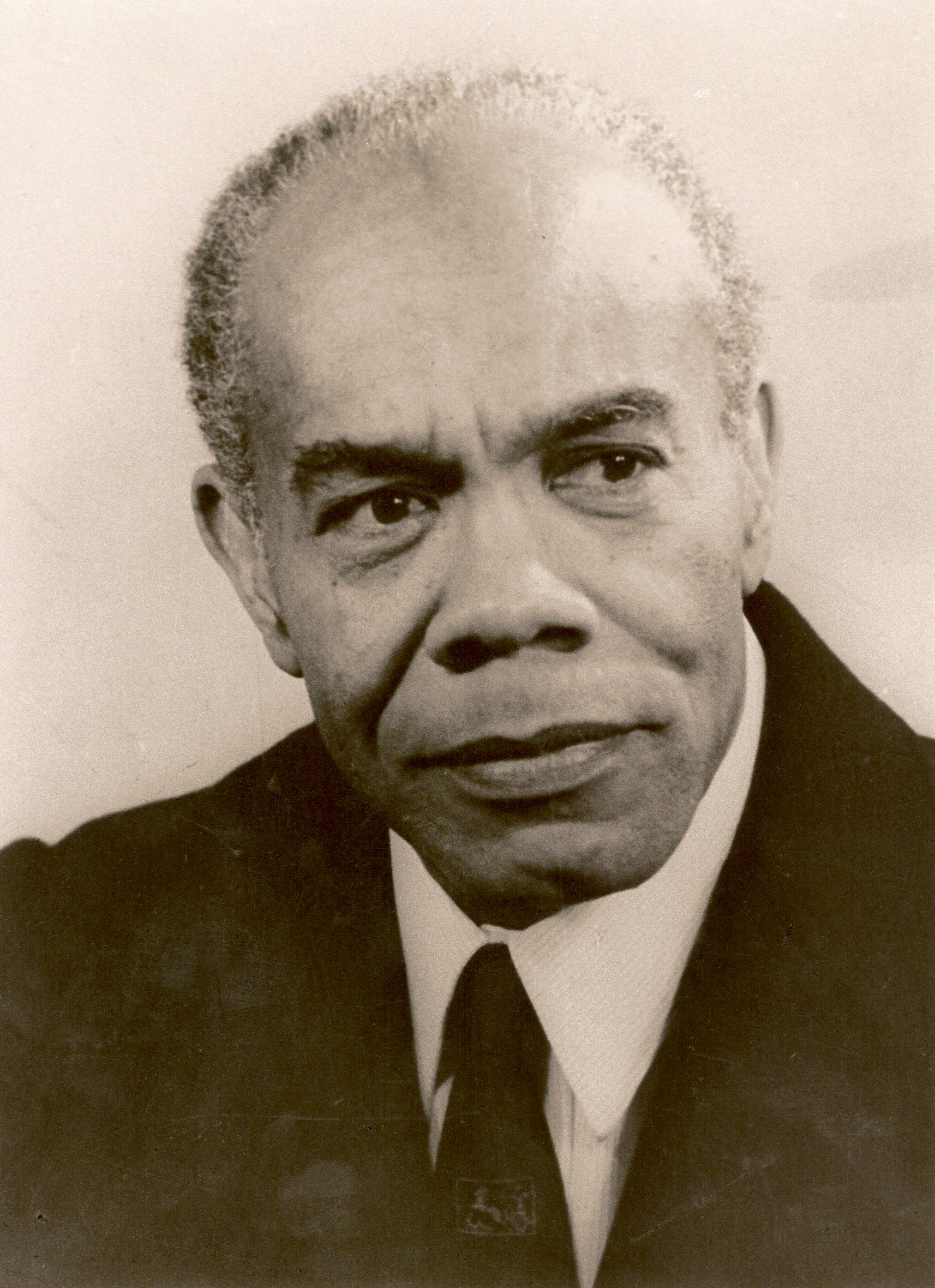
Trefossa

Nooit eerder werd over zo'n breed front een heroriëntatie gezocht op het eigene als in de jaren na 1957, en nooit eerder was de eigen identiteit zo indringend object van literaire verbeelding. Elementen uit de orale tradities werden door verschillende auteurs gebracht binnen de nieuwe context van geschreven teksten. Desalniettemin hebben die orale tradities minder nadrukkelijk gefungeerd als dam tegen de invloed van de Europese cultuur, als in dezelfde tijd orale elementen dat deden in de geschreven letteren van de Nederlandse Antillen. Een verklaring hiervoor kan zijn, dat in Suriname de orale tradities onder de verschillende bevolkingsgroepen nog levendig aanwezig waren en dus niet de herleving behoefden, die de zo goed als geheel verdwenen orale literatuur op de Antillen nodig had.
Trefossa gaf met zijn bundel Trotji in 1957 de opmaat tot een waaier van literaire activiteit. Verschillende dichters hebben getuigd van de inspiratie die uitging van zijn poëzie, maar er waren tal van factoren die in een complexe onderlinge wisselwerking en versterking bepalend zijn geweest voor de buitengewone dynamiek in de letteren. Rond 1950 was het onderwijssysteem op de helling gezet en die vernieuwing begon haar vruchten af te werpen. Het bibliotheekwezen groeide exponentieel en bediende tienduizenden lezers in stad en district. Paramaribo telde meer drukkerijen dan ooit tevoren, wat een belangrijk gegeven was voor de literaire productie in eigen beheer (uitgeverijen hebben slechts een kleine rol gespeeld). Sticusa en CCS beschikten over de middelen om met reisbeurzen, stipendia, aankopen en prijzen de schrijvers te ondersteunen. De kranten maakten nooit eerder zoveel ruimte vrij voor critici die toegewijd de culturele ontwikkelingen volgden.

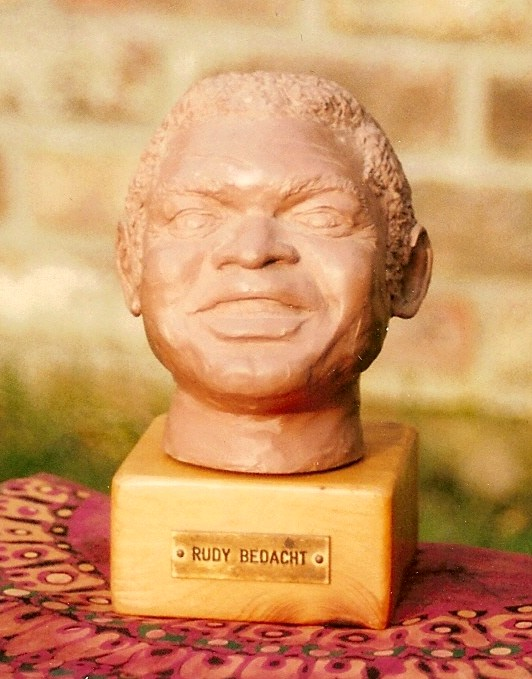
Buste van Rudy Bedacht, de dichter Corly Verlooghen

Levendige literaire debatten - met de dichter Corly Verlooghen veelvuldig in een hoofdrol - vulden de kolommen. De literaire tijdschriften Tongoni, Soela, Moetete en Kolibri boden aankomende auteurs een platform, zoals ook de tweewekelijkse literaire pagina van het dagblad Suriname dat van 1967 tot 1969 deed, en in Nederland het tijdschrift Mamjo. Met uitzondering van Kolibri en Mamjo, die tegen de gezapigheid van een voorgekookt literair nationalisme schopten, fungeerden alle tijdschriften als bloemlezingen zonder scherp afgebakende programmatorische uitgangspunten. Veel continuïteit in het bijdragen aan tijdschriften was er niet: wie de tijdschriften inventariseert, komt op een totaal van 72 auteurs. Daarvan hebben er slechts twee bijgedragen aan meer dan twee tijdschriften: Shrinivási en Slory - inmiddels gecanoniseerde dichters met een oeuvre waarin het politieke en het persoonlijke elkaar in balans houden. Veel continuïteit boden die bladen op zichzelf overigens ook niet: Soela bestond met zeven nummers nog het langst.
In de theaters zorgden jonge regisseurs rond 1970 voor krachtige vernieuwende impulsen. Zo ging Henk Tjon een vruchtbare samenwerking aan met schrijfster Thea Doelwijt in het Doe-theater. Duidelijk is overigens dat het volkstheater met groepen als NAKS van Eugène Drenthe en Jagritie van Goeroedath Kallasingh de veruit grootste aantallen toeschouwers trok.
Jarenlang beheerste de AVROS de ether, maar opeens kwam er een hele reeks radiostations bij, waar de volkstalen nadrukkelijk in de programmering aan bod kwamen, en waar ruimte werd gecreëerd voor hoorspelen (van onder meer Wilfred Teixeira, Harry Jong Loy en Wilfred Grimmèr) en culturele programma's. In 1965 kreeg Suriname ook zijn eigen televisiestation; van een substantiële dramaproductie voor tv is echter geen sprake geweest.
De val van het laatste kabinet-Pengel in 1969 luidde een politiek uiterst rumoerige tijd in. Het waren vooral dichters die zich, met strijdpoëzie van onvervalste signatuur en afgestemd op een massapubliek, tot spreekbuis maakten van de maatschappelijke onvrede en het verlangen naar de politieke onafhankelijkheid van Suriname. R. Dobru reikte vanaf het midden van de jaren 60 de vormtaal aan, waarop veel van de geëngageerde dichters zich oriënteerden. Zijn gedicht Wan bon werd de bekendste belijdenis van het samenhorigheidsverlangen van het Surinaamse volk. Corly Verlooghen - die zelf ook nationalistische poëzie dichtte - schreef dan weer het gedicht Dit wankel huis dat de scepsis over de Surinaamse eenheid verwoordt.
Opmerkelijk genoeg - en niet geheel in lijn met het eenheidsgeloof van die jaren - bleef de literaire productie bijna geheel beperkt tot werk in het Nederlands (Bhai, Verlooghen, Shrinivási, Bernardo Ashetu) of Sranan (Trefossa - die ook het Surinaamse volkslied schreef -, Eugène Rellum, Johanna Schouten-Elsenhout, Michaël Slory, Eddy Pinas). Shrinivási schreef weliswaar de eerste gedichten in het Sarnami, Akanamba de eerste poëzie in het Saamaka en André Pakosie in het Aukaans, maar hele bundels werden er in geen van deze talen gepubliceerd. Sarnami werd gaandeweg een belangrijke toneeltaal; de belangrijkste Hindostaanse toneelschrijver, Goeroedath Kallasingh, vroeg nadrukkelijk aandacht voor het Hindostaanse cultuurgoed als deel van het nationale erfgoed.
Trefossa introduceerde in zijn poëzie ook migrantenmotieven en hij stond daarin niet alleen. Zeer velen van het tijdvak 1957-1975 hebben jarenlang in het buitenland gewoond en van dat verblijf overzee ook de invloed ondergaan. Zo schreef Paul Marlee met Proefkonijn (1985) een roman in de internationale modernistische traditie, die geanalyseerd kan worden als een weefsel van intertekstuele verwijzingen. In Nederland werden Surinaamse auteurs gevonden rond het Leidse studententijdschrift Mamjo (met John Leefmans en Rudi Kross als scherpe scribenten), rond de vereniging Ons Suriname met haar jaarschrift Fri en het Surinaams Verbond met zijn tweemaandelijkse Djogo.
Na 1968 gaven Leo Ferrier en Bea Vianen de maatschappelijk betrokken maar psychologisch uitgewerkte roman de grootste vlucht sinds de boeken van Albert Helman. De laatste bleef overigens zelf met eigen werk en met allerlei activiteiten nadrukkelijk aanwezig, maar werd door de jongste schrijversgeneratie scherp bekritiseerd als iemand die te zeer de oren liet hangen naar het Nederlandse model.
Verschillende Surinaamse dichters bouwden een groot oeuvre op en werden daarvoor met literaire prijzen bekroond. Het proza kende een opleving, vooral van het korte verhaal, maar uiteindelijk konden slecht weinig prozaschrijvers de gewekte verwachtingen waarmaken. Na zijn debuutbundel Spanhoek bundelde Coen Ooft geen werk meer. Nel Bradley, Benny Ooft, Thea Doelwijt, Ruud Mungroo, Rodney Russel publiceerden na hun vroege werk weinig meer, of legden zich - zoals Doelwijt - toe op andere genres. De komeetachtige entree in de letteren van Leo Ferrier met zijn Átman werd na de korte roman El sisilobi bruusk afgebroken. Alleen Bea Vianen bleef met vijf romans een decennium aanwezig als critica van de verloedering in Suriname. De grote oeuvrebouwers ná Helman zouden pas na 1975 het podium beklimmen.
De wonderbaarlijke ontplooiing van poëzietalent nadat Suriname altijd voornamelijk rijmelaars had voortgebracht, had ook een schaduwzijde. Bij gebrek aan een goede literaire infrastructuur, brachten zelfs de beste dichters hun werk in eigen beheer uit. Rijp en groen lag naast elkaar op hetzelfde boekenschap. Alleen al in 1975 verscheen er bijna elke week een dichtbundel. De markt dreigde verzadigd te raken.
Een verontrustend verschijnsel is geweest dat juist onder migrantenschrijvers zich enkele ernstige gevallen van psychose hebben voorgedaan, die mogelijk verklaard kunnen worden vanuit een complex samenstel van sociaal-culturele en psychologische factoren als de 'meerzijdige culturele gebondenheid' en de problematische identificatie van de zwarte mens met een spiegelbeeld dat door de witte mens is aangereikt.
Van een heel andere orde ten slotte is de vraag in hoeverre het politiek geëngageerde werk van de jaren 60 en begin jaren 70 werkelijk zoden aan de dijk heeft gezet. Er leek zoiets als een eenheidsbeleven door Suriname te waren, zeker als we afgaan op wat er in literaire teksten over is terug te vinden. Maar terugblikkend op het Suriname van vóór 1975 zou menig schrijver later sceptische geluiden laten horen. Twee van de belangrijkste van de nieuwe generatie hadden overigens al rond 1970 hun debuut gemaakt: Edgar Cairo en Astrid Roemer. Zij zouden zo nadrukkelijk hun stempel drukken op de Surinaamse literatuur in Nederland van de jaren 80 en 90 dat hun werk thuishoort bij de migrantenliteratuur van ná de onafhankelijkheid.

### 1975-2000

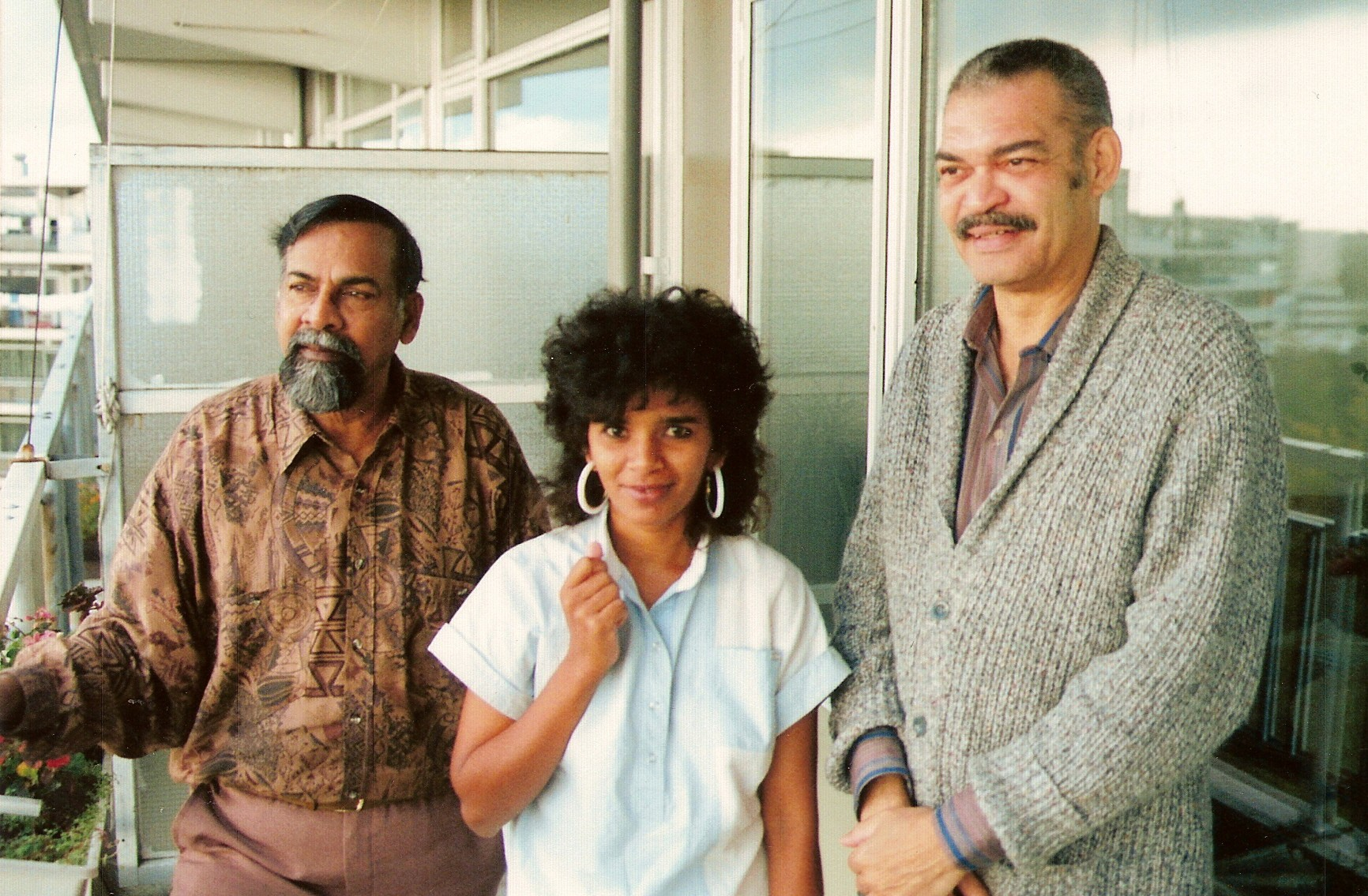
Drie dichters: Shrinivási, Cándani, Corly Verlooghen in Amsterdam, 1990

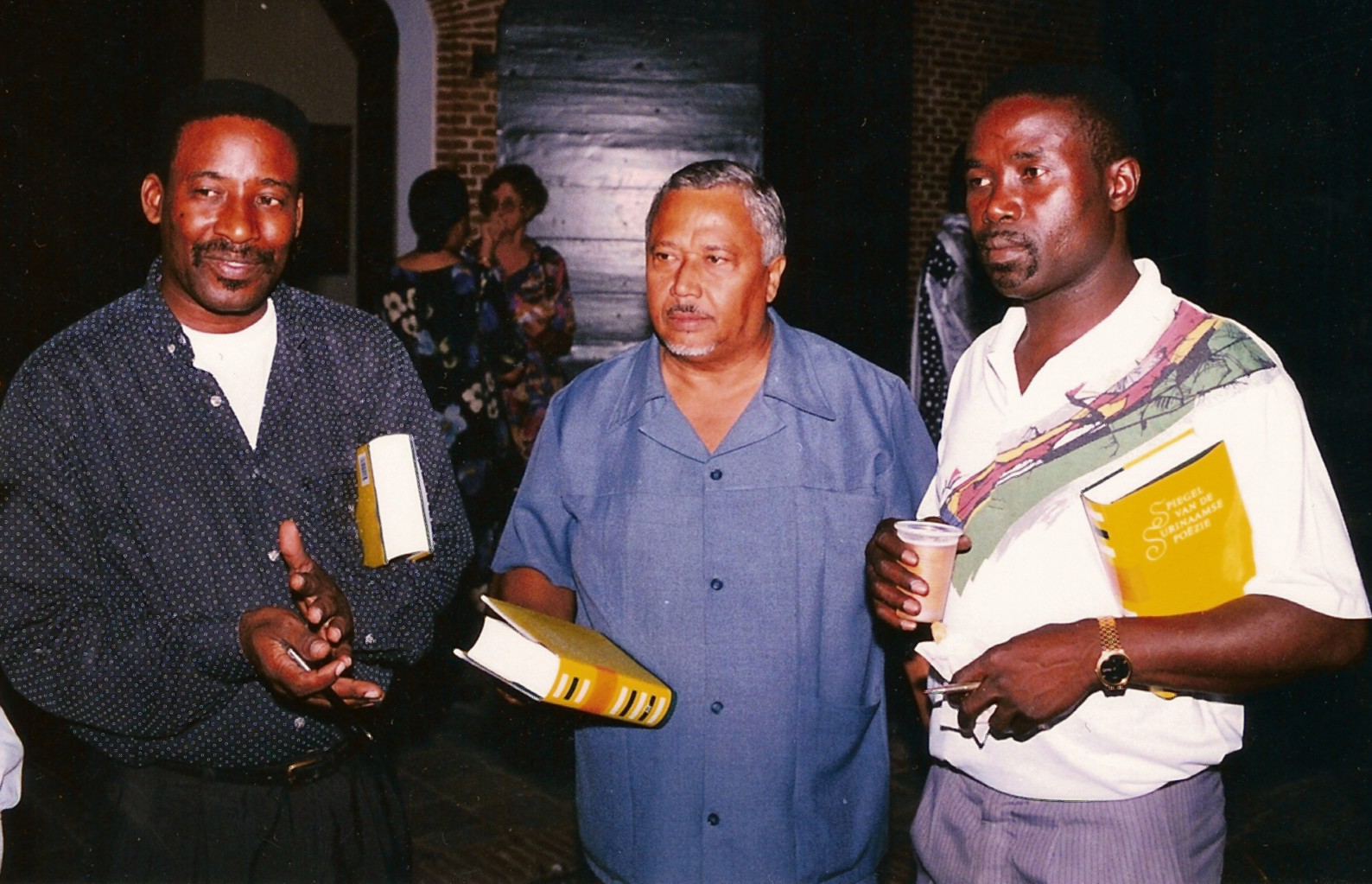
De dichters Gerrit Barron, Frits Wols en Manuel Stuart, eind 1995 in Fort Zeelandia (Suriname)

Enkele belangrijke thema's van de nationalistische generatie vielen na 1975 weg. De heroriëntatie op een werkelijkheid waar de desillusies zich snel opstapelden, leverde nog niet direct een geprononceerde nieuwe literaire generatie op. Onder het militaire regime, en zeker na de decembermoorden, zwegen velen. Vanaf circa 1987 bloeide het literaire leven weer op, allereerst met de bundel Getuige à decharge van Orlando Emanuels. In het uitgeverijwezen werden enkele nieuwe initiatieven ontplooid, al bleef de kleine afzetmarkt voor boeken een obstakel. De literaire kritiek werd een vast bestanddeel van het literaire circuit, vooral door toedoen van de sinds 1986 bestaande Literaire Pagina van het dagblad De Ware Tijd. In de toneelwereld ging het creoolse volkstoneel een bloei als nooit tevoren tegemoet. Maar theatermakers die artistiek hoge eisen stellen, kwamen niet toe aan een continue productie, al zorgden Henk Tjon en Sharda Ganga voor enige beweging. Schrijvend Suriname verenigde zich in de Schrijversgroep '77. Er kwam een Literatuurprijs van Suriname die viermaal werd uitgereikt, telkens aan een dichter. De jeugdliteratuur ontwikkelde zich stormachtig met werk van onder meer Effendi Ketwaru jr. Ismene Krishnadath ontving de eerste Staatsprijs voor Jeugdliteratuur. De Rahmān Khān-prijs werd eenmalig uitgereikt aan Jit Narain en Michiel van Kempen.
Het Surinaams-Nederlands bleef de belangrijkste taal voor prozaboeken. Rappa betoonde zich een virtuoos gebruiker van een 'sappige' vorm van Surinaams-Nederlands dat aansloeg bij een jeugdig publiek. Veel dichters schreven in het Sranan, maar door toedoen van Jit Narain maakt het Sarnami de opzienbarendste ontwikkeling door, met poëzie van onder meer Chitra Gajadin en proza van Rabin Baldewsingh. Aanvankelijk vooral gebruikt door migrantenschrijvers, kreeg het Sarnami gaandeweg literaire erkenning in Suriname (Cándani). Ook in andere volkstalen verschenen literaire uitgaven: in het Surinaams-Javaans en in sommige inheemse en marrontalen (zo schreven André Pakosie en Louise Wondel in het Aukaans). Maar de volkstalen gaven - met uitzondering van het Sranan, waarin bijvoorbeeld Ané Doorson en Celestine Raalte opmerkelijke resultaten boekten - eerst en vooral uitdrukking aan de groepsbeleving; een groot publiek werd er niet mee gehaald.
Veel prozaschrijvers zochten hun heil in Nederland. Edgar Cairo en Astrid Roemer bouwden er een oeuvre op. Naar omvang en artistieke eigenzinnigheid bleven de meeste latere auteurs in hun schaduw, al bereikten Hugo Pos met zijn verhalen en vooral Anil Ramdas met zijn essays en journalistieke stukken landelijke bekendheid.

### Vanaf 2000
Veel activiteit werd er ontplooid op het gebied van de jeugdliteratuur, met opmerkelijk werk van onder meer de al genoemde Ismene Krishnadath en verder Marijke van Mil en Marylin Simons. De laatste kwam ook met korte verhalen in Carrousel (2003). Zij was daarmee een van de velen die het vrouwelijke schrijven een grotere Schwung hebben gegeven. Vrouwen werden veel belangrijker dan ooit eerder in de Surinaamse letteren: voorbeelden zijn Ellen Ombre, Annel de Noré, Rita Rahman, Mala Kishoendajal en Annette de Vries. Karin Amatmoekrim zorgde voor een bijzondere inbreng door een roman te schrijven die - voor het eerst - het Javaanse leven en de Surinaams-Javaanse emigratie naar Nederland thematiseerde: Wanneer wij samen zijn (2006). Eerder schreef zij Het knipperleven (2004) en in 2009 verscheen Titus dat haar de eerste Black Magic Woman Literatuurprijs opleverde. Als een van de weinige mannelijke auteurs boekte Clark Accord veel succes met zijn roman De koningin van Paramaribo (1999).
Cynthia McLeod debuteerde reeds in 1987 met Hoe duur was de suiker?. Dit boek werd verfilmd en verscheen in 2013 in de bioscoop. Andere bekende boektitels van McLeod zijn De vrije negerin Elisabeth (2000) en Zenobia – Slavin op het paleis (2015).

## Foto's van Surinaamse schrijvers

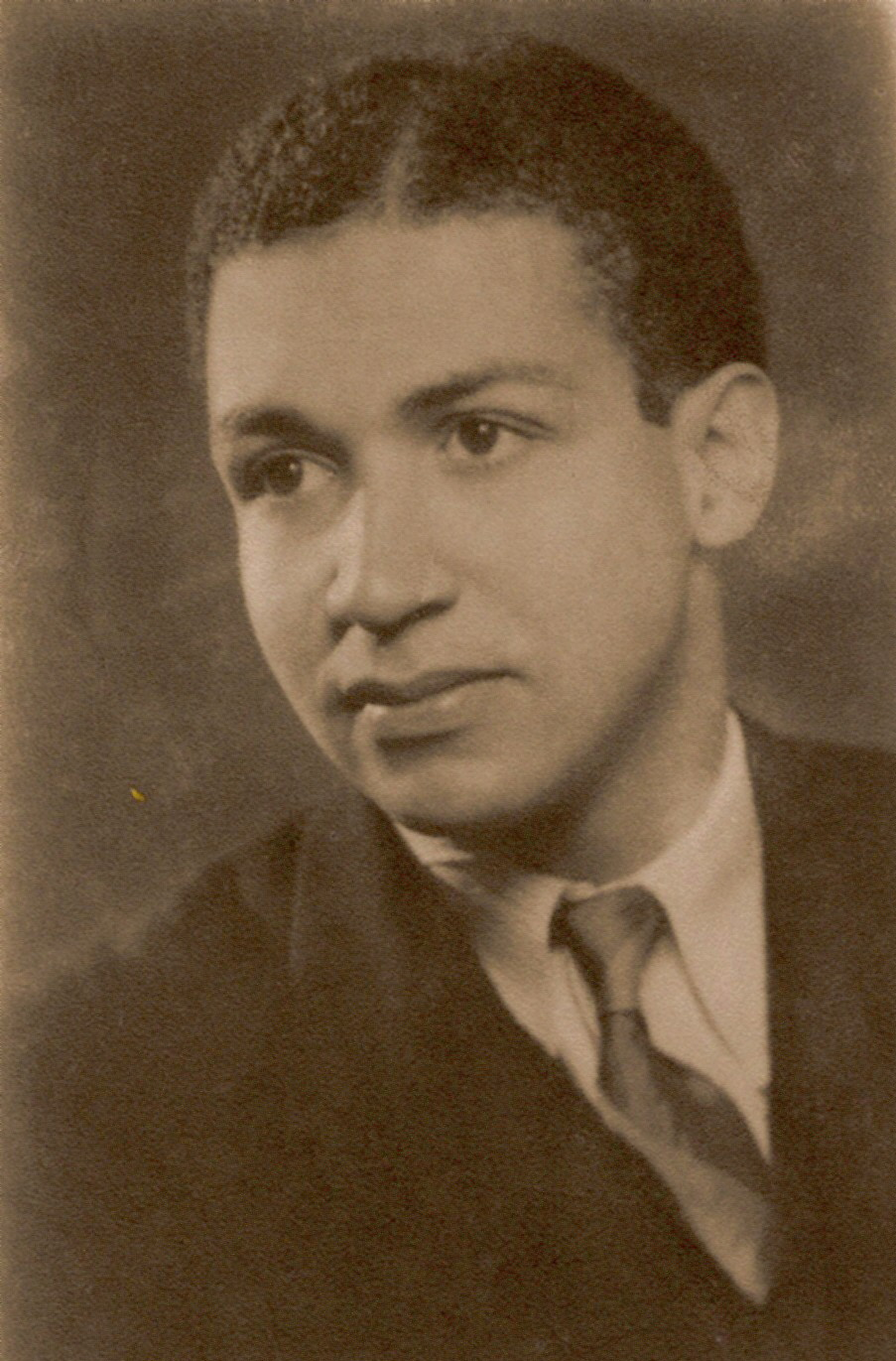
Bernardo Ashetu
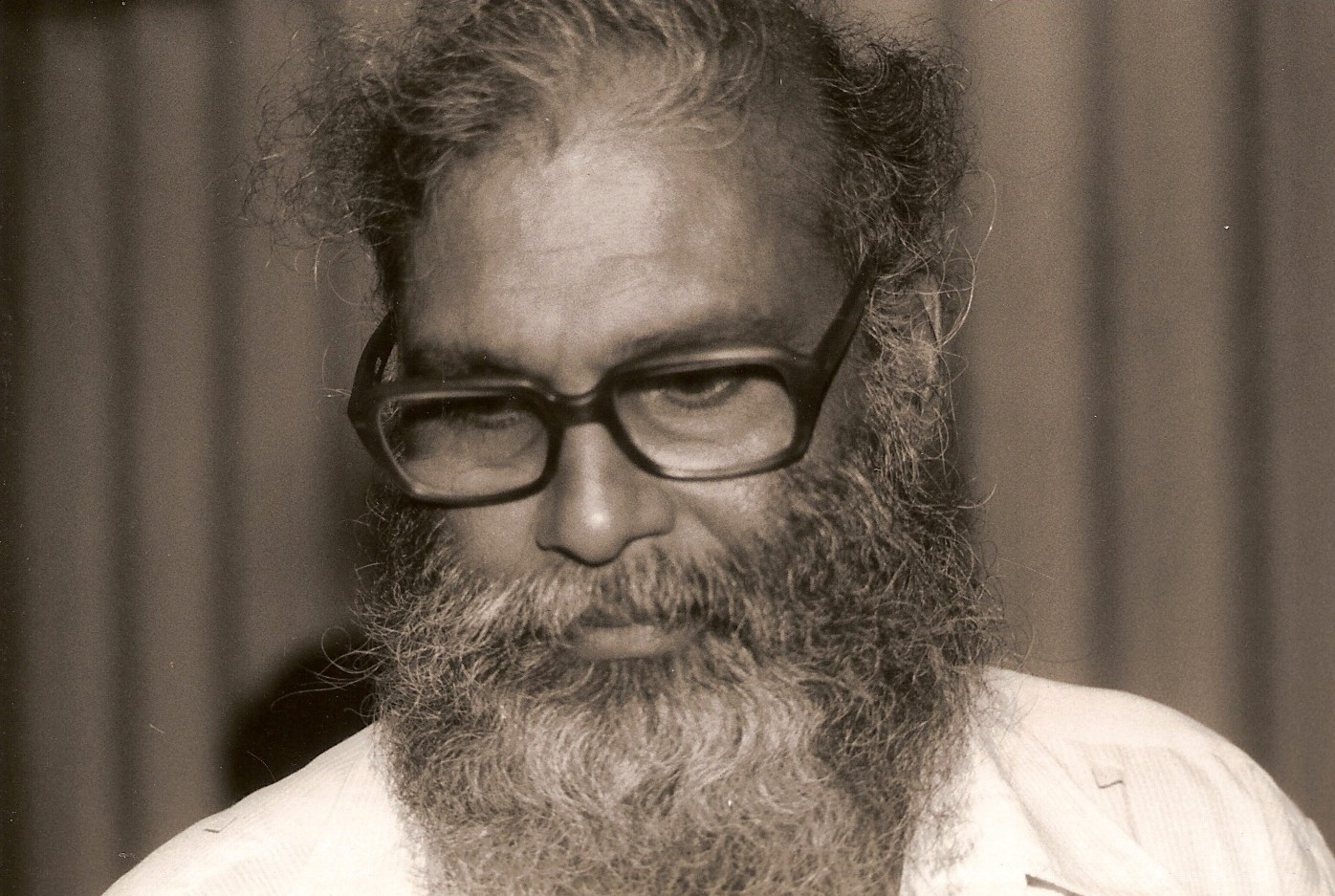
Bhai in 1987
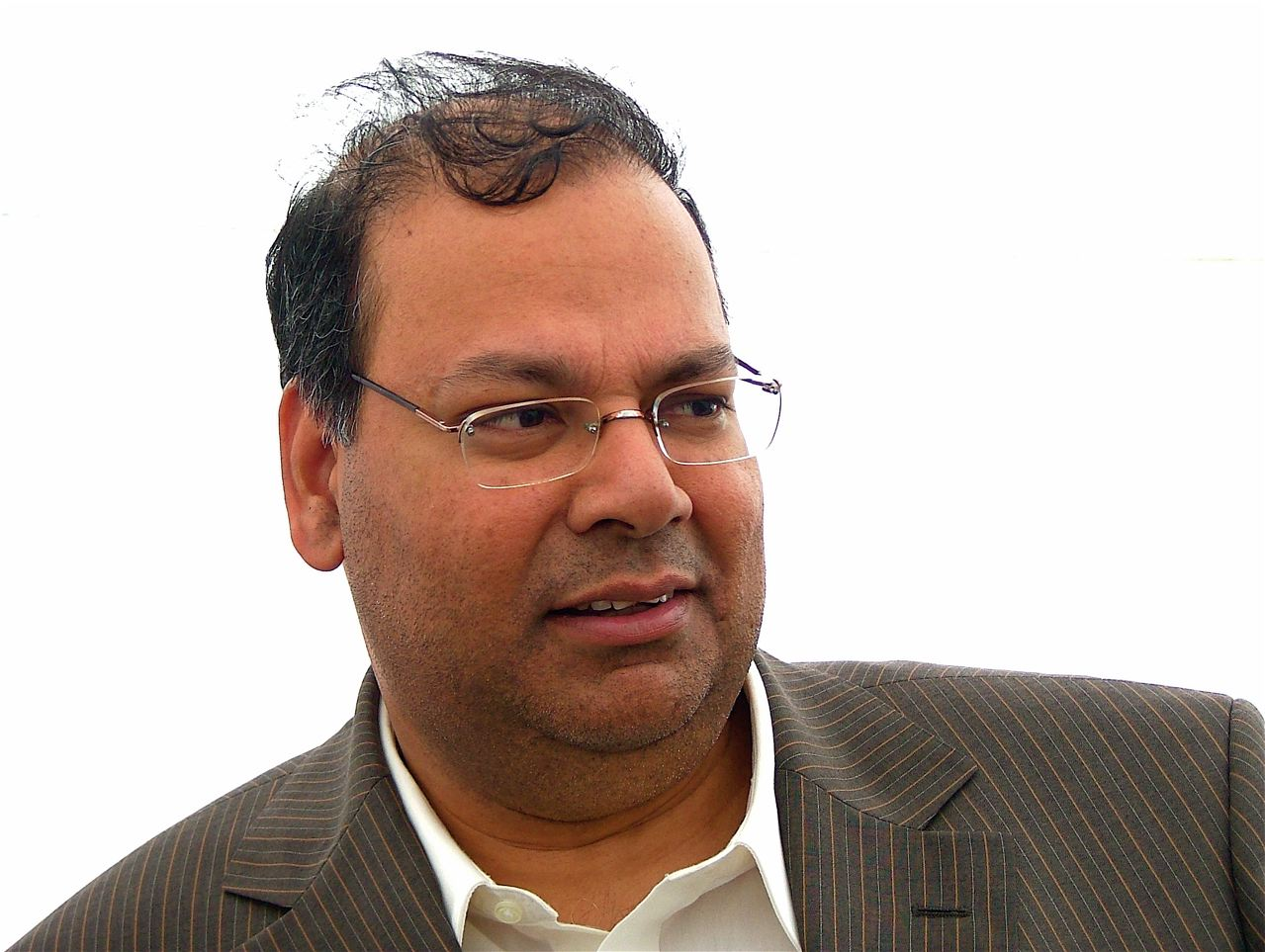
Rabin Baldewsingh
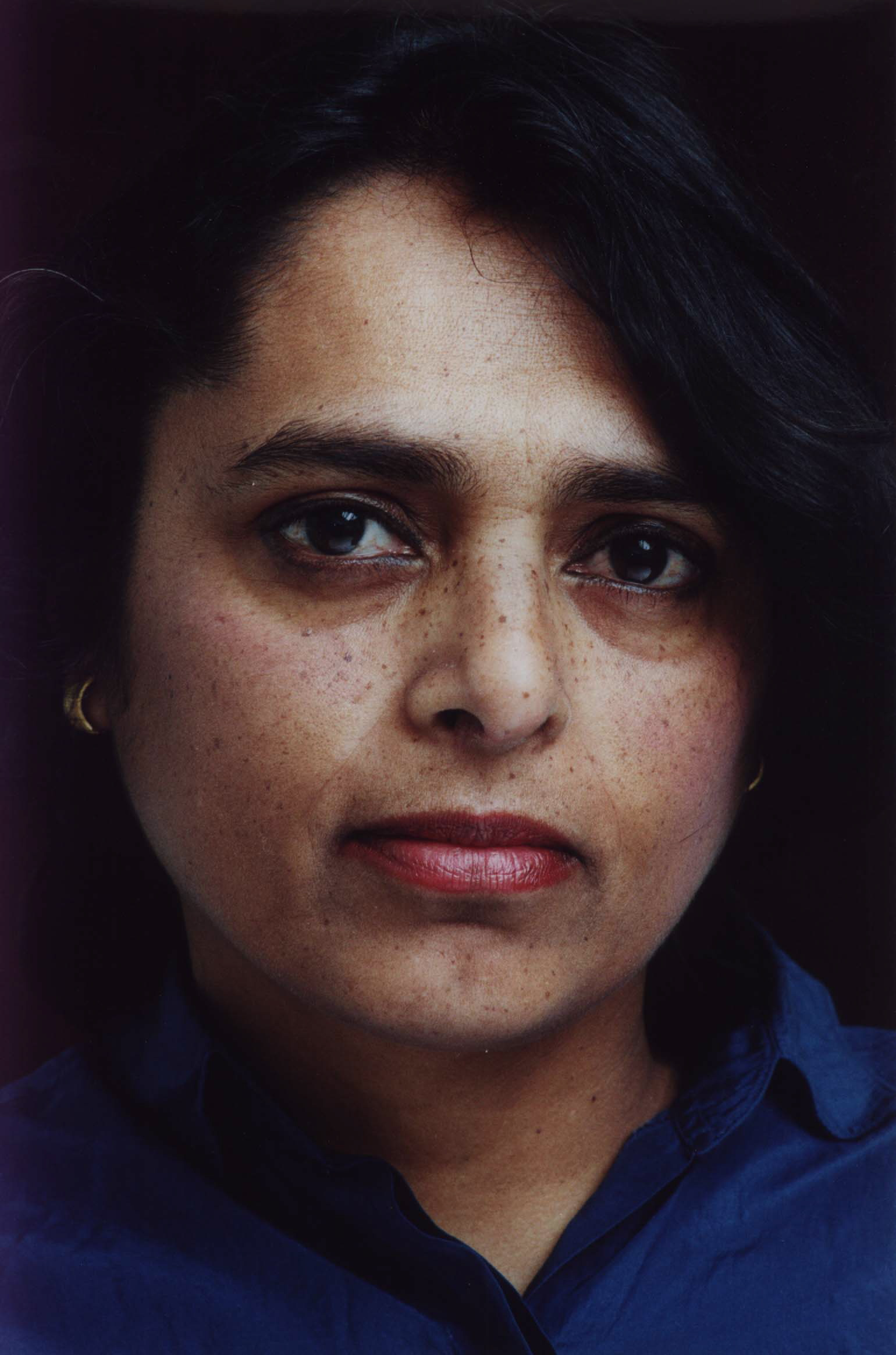
Chitra Gajadin
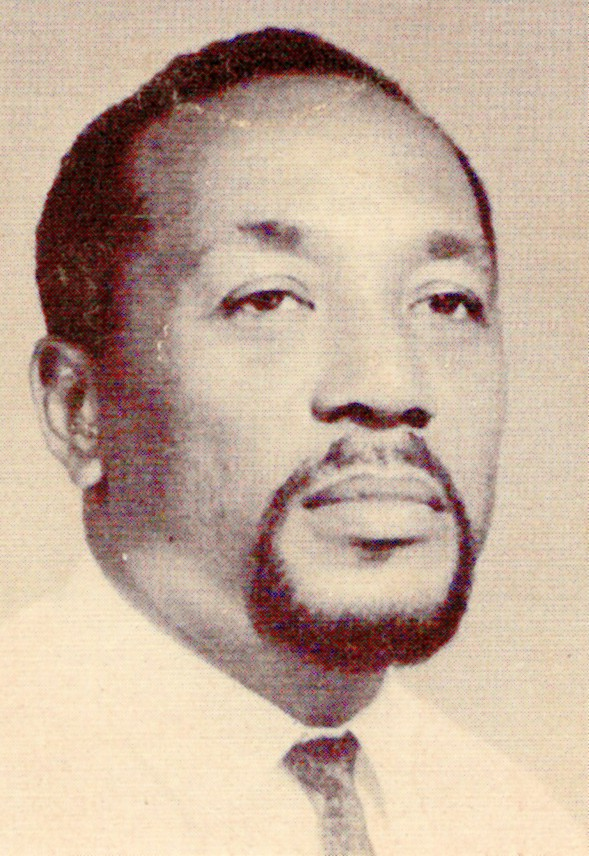
Kwame Dandillo
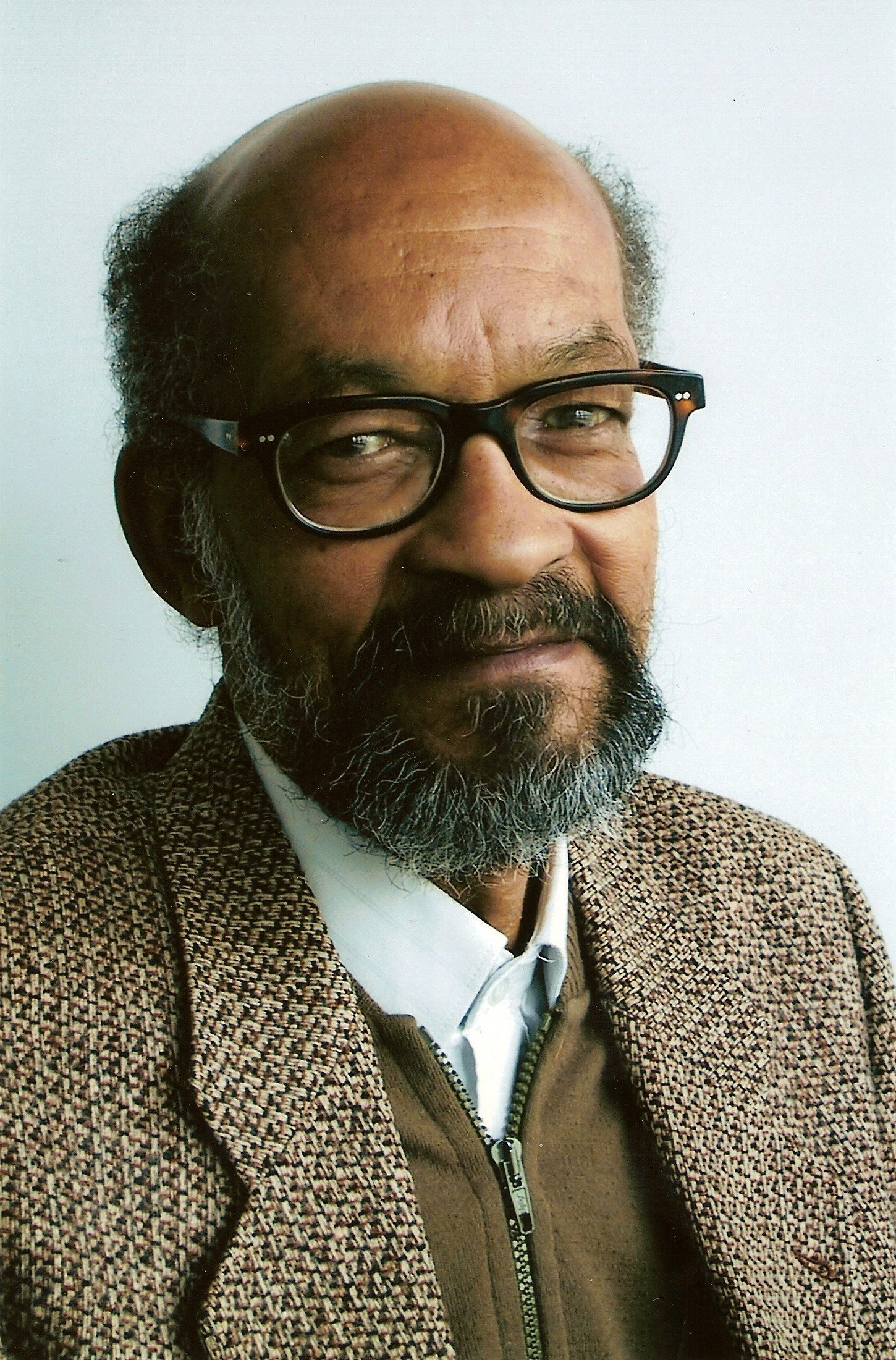
Rudi Kross
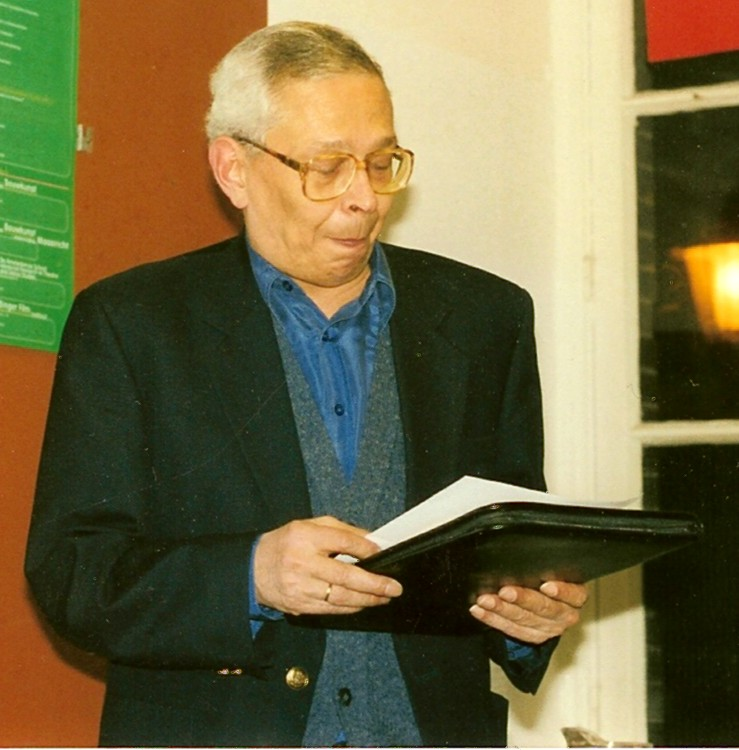
John Leefmans
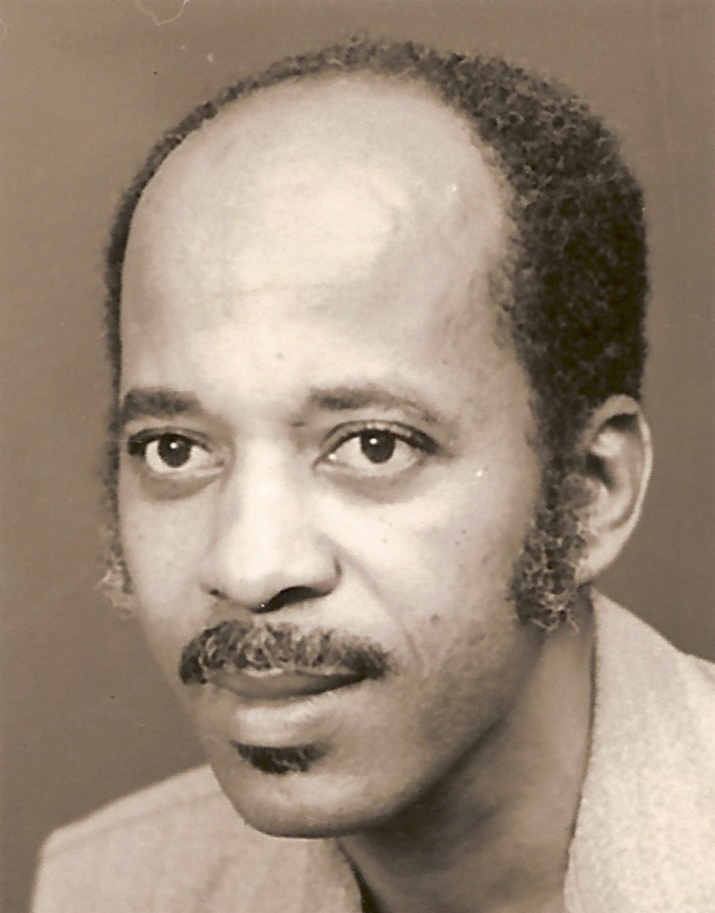
Eddy L. Pinas
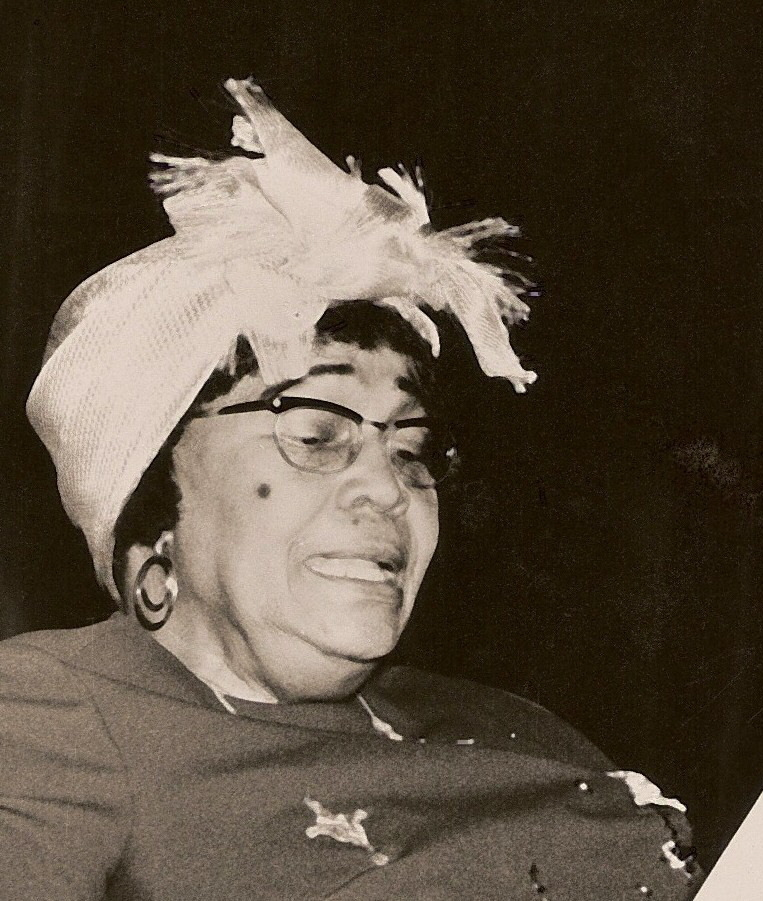
Johanna Schouten-Elsenhout
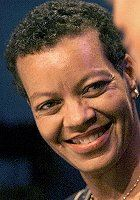
Marylin Simons
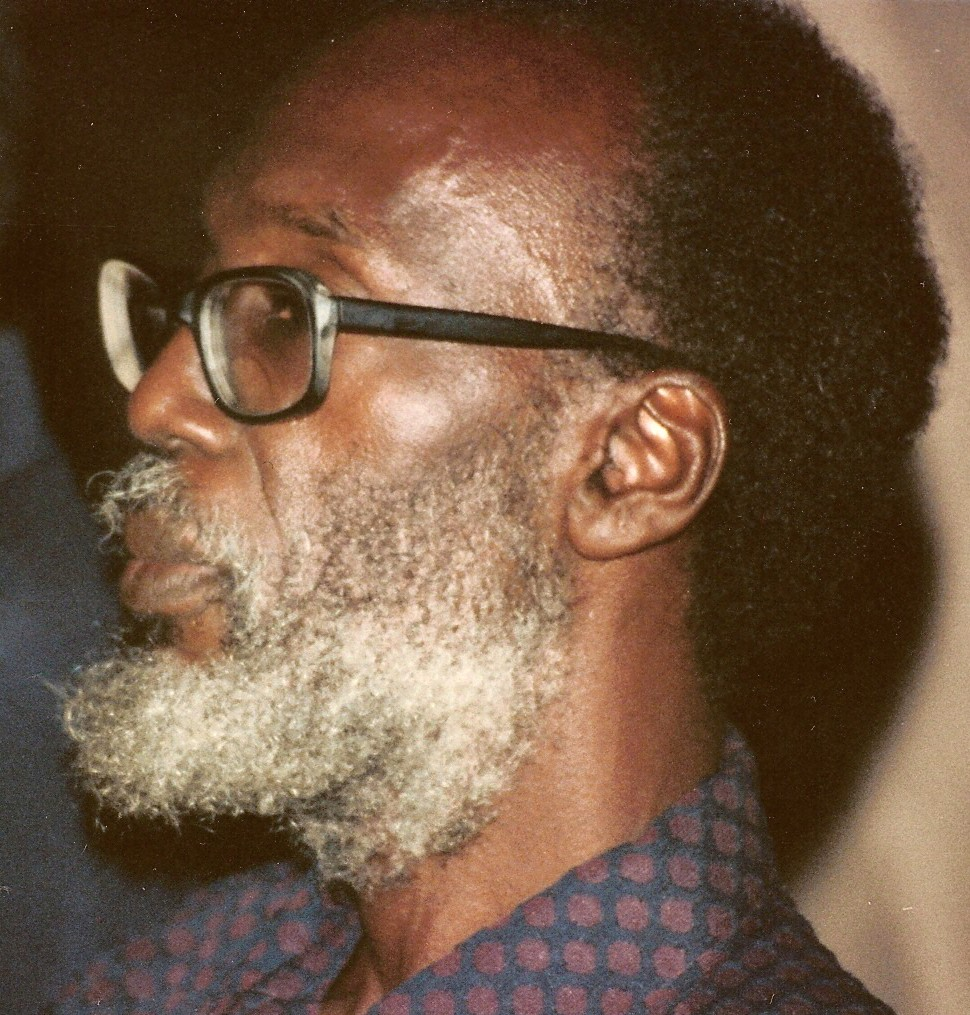
Michaël Slory
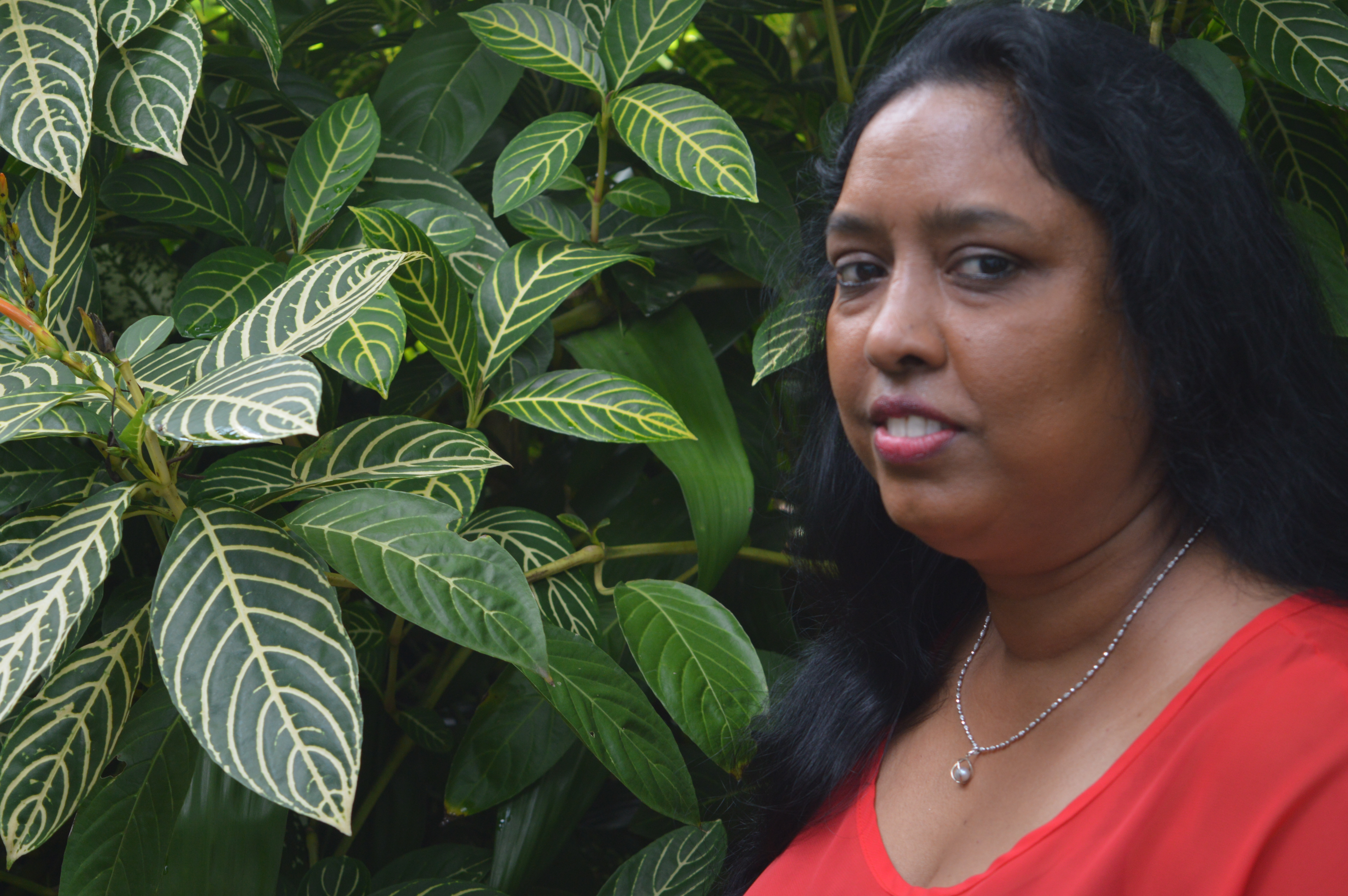
Indra Hu-Ramdas

### Primaire teksten
- De Digitale Bibliotheek Nederlandse Letteren heeft een afzonderlijke ingang op Suriname en bevat inmiddels meer dan 10.000 pagina's Surinaamse literatuur
- Link naar de complete tekst van Nieuwe Surinaamse verhalen
- Link naar de complete tekst van Sirito; 50 Surinaamse vertellingen
- Link naar de complete tekst van Verhalen van Surinaamse schrijvers
- Volksverhalen uit Suriname

### Secundaire literatuur
- Artikelen over Surinaamse en Caraïbische literatuur op literatuurgeschiedenis.org.
- Complete tekst van Een geschiedenis van de Surinaamse literatuur (proefschrift Michiel van Kempen)
- Surinaamse schrijvers en dichters van Michiel van Kempen in de DBNL
- Bon dia! Met wie schrijf ik? van Wim Rutgers - overzicht van de jeugdliteratuur van/over Suriname en de Nederlandse Antillen
- De geest van waraku; kritieken over Surinaamse literatuur van Michiel van Kempen
- Op de website van de Stichting Instituut ter Bevordering van de Surinamistiek kan worden doorgeklikt onder ‘Literatuur’ naar lijsten met koloniale en postkoloniale literatuur door niet-Surinamers over Suriname
- De website van de Surinaamse Schrijversgroep ’77 met veel informatie over schrijvers van nu
- Verzameling van links over de talen en boeken van Suriname (Gearchiveerd)
- Overzicht van Surinaamse literatuur en auteurs
- Michiel van Kempen, 'Een banaan afpellen, een bloedende banaan; Een nieuwe generatie in de Nederlands-Caraïbische literatuur.' In: Het andere postkoloniale oog. Onbekende kanten van de Nederlandse (post)koloniale literatuur en cultuur. Onder redactie van Michiel van Kempen. Hilversum: Verloren, 2020, pp. 289–303.
- Bert Paasman, Zingen over voorheen De West; Over het eiland Suriname en het land Curaçao.' In: Het andere postkoloniale oog. Onbekende kanten van de Nederlandse (post)koloniale literatuur en cultuur. Onder redactie van Michiel van Kempen. Hilversum: Verloren, 2020, pp. 31–48.
- LHBTI in de Surinaamse literatuur

Middeleeuwen · Renaissance · Frans-classicisme · Tachtigers · Postmodernisme 

Vlaamse literatuur · Literatuur van het Caribisch deel van het Koninkrijk der Nederlanden · Surinaamse literatuur

Dichters · Prozaschrijvers · Vlaamse schrijvers · Schrijvers uit het Caribisch deel van het Koninkrijk der Nederlanden · Surinaamse schrijvers · Literaire tijdschriften · Manuscripten